# 愛定商場

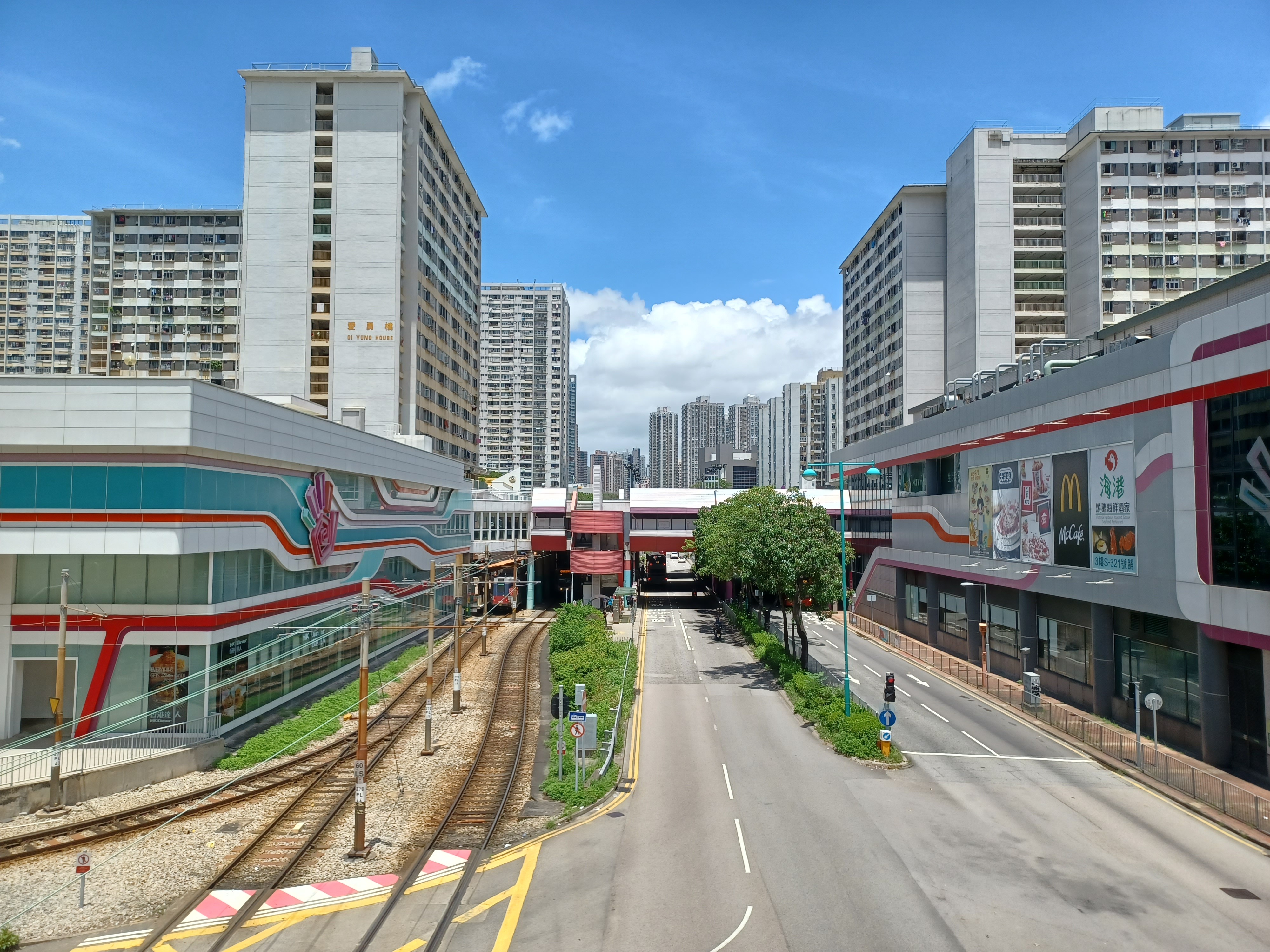
H.A.N.D.S（2022年）

愛定商場（英語：H.A.N.D.S）是基匯資本旗下的商場，位於香港新界屯門區屯門鄉事會路兩旁，輕鐵安定站上蓋，安定邨及友愛邨旁，由兩邨附屬商場合併而成，兩者同樣在1980年開幕，2015年翻新後重新開幕。

## 名稱
商場原稱為安定友愛商場。而根據商場內的佈置，新名稱「H.A.N.D.S」的意思為「Have A Nice Day Shopping」，分為H區、A區、N區、D區、S區五個區域，與商場名稱呼應。2018年11月8日新增中文名稱愛定商場。

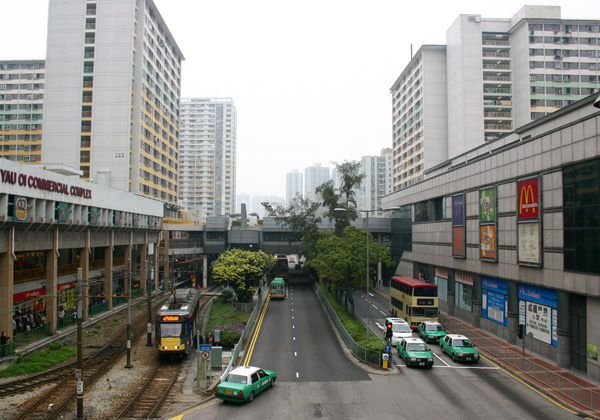
合併前的友愛及安定商場
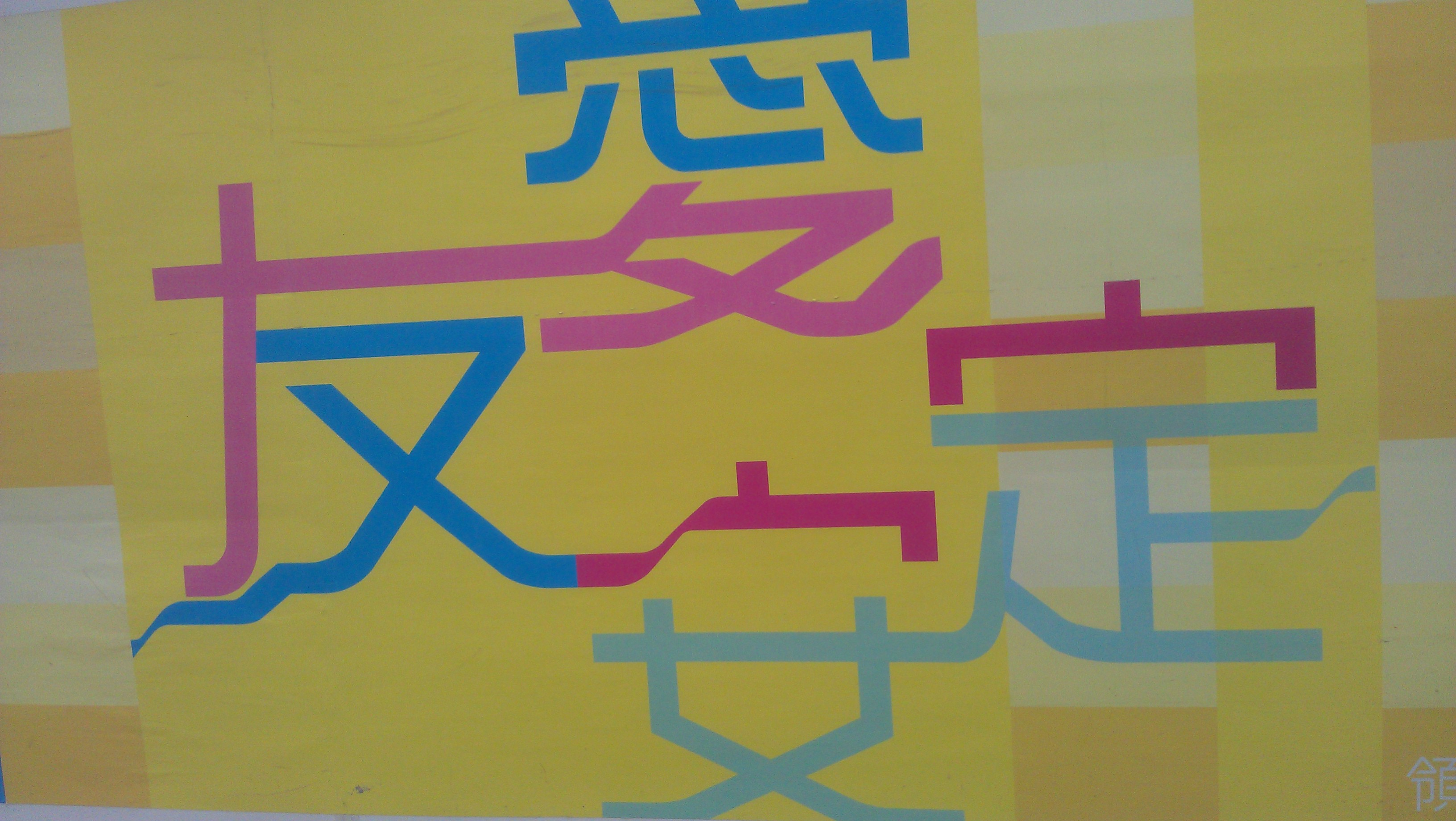
友愛及安定商場及街市優化計劃標誌

## 歷史
1990年代房屋署曾進行擴建翻新工程，將安定邨3間冬菇亭改為樓高3層的新翼商場，安定街市部分範圍改建成美食廣場供原有食肆遷入，並翻新友愛平台商場，加設空調系統。
2005年起，商場由領展持有。
2017年11月28日，領展宣佈將商場出售予基滙資本為首的財團，交易於2018年2月28日完成。售後以「民坊」品牌營運商場，並於2018年11月8日命名愛定商場為商場中文名稱。
2019年，民坊翻新愛定商場天台籃球場。
2020年6月22日，街市完成翻新後重新開幕，新增英文名稱「Yo Mart」。
2022年5月4日，民坊完成翻新愛定商場天台成「空中運動營」並開放使用，其中佔地約3.8萬呎的「空中滑輪運動場」分為三層，低層為滾軸溜冰場，中層是滑板場，高層則是單車及平行車的場地。項目是由民坊與建築設計公司「一口設計工作室」合作改造。
迄今，愛定商場是基滙資本最大型的商場資產項目，但商場空置率偏高，部分舖位空置多時仍未獲承租。2023年起，民坊陸續進行商戶重組，並在A區重新翻新後引入多間食肆，現時情況已有改善。

## 商場設計及結構
商場總樓面面積為19.3萬平方呎，出租率逾9成，設有160多間商舖，並使用了5種對比鮮明的顏色，將大樓清晰劃分為5個不同區域，並將H.A.N.D.S拆分成五個單獨的字母，分別為這5個區域命名，增強商場名稱的認知度。惟商場結構䌓雜，亦欠缺明確指示，令顧客十分困擾。
2023年起商場陸續增加分區指示協助顧客。

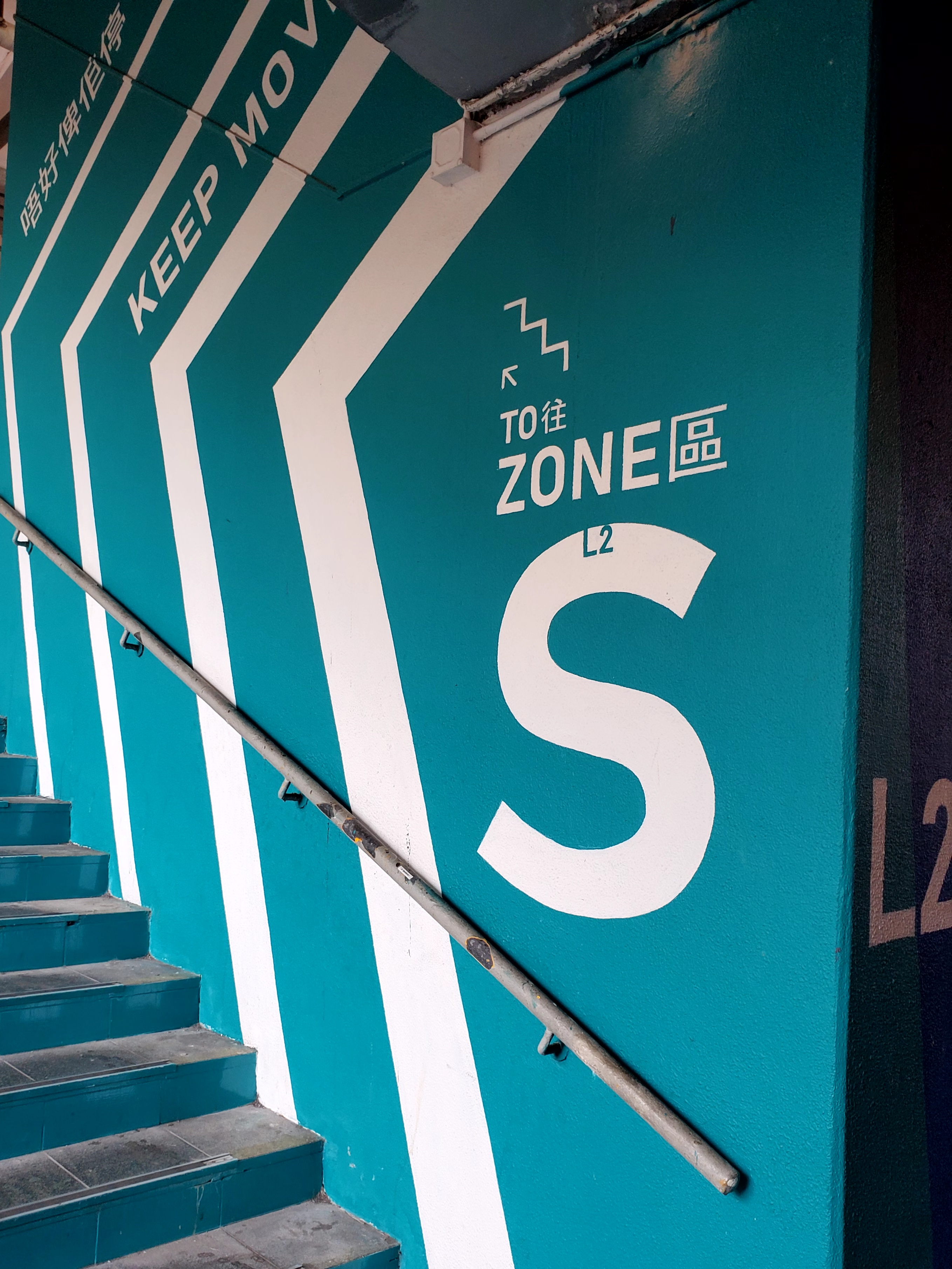
S區新指示

### H區

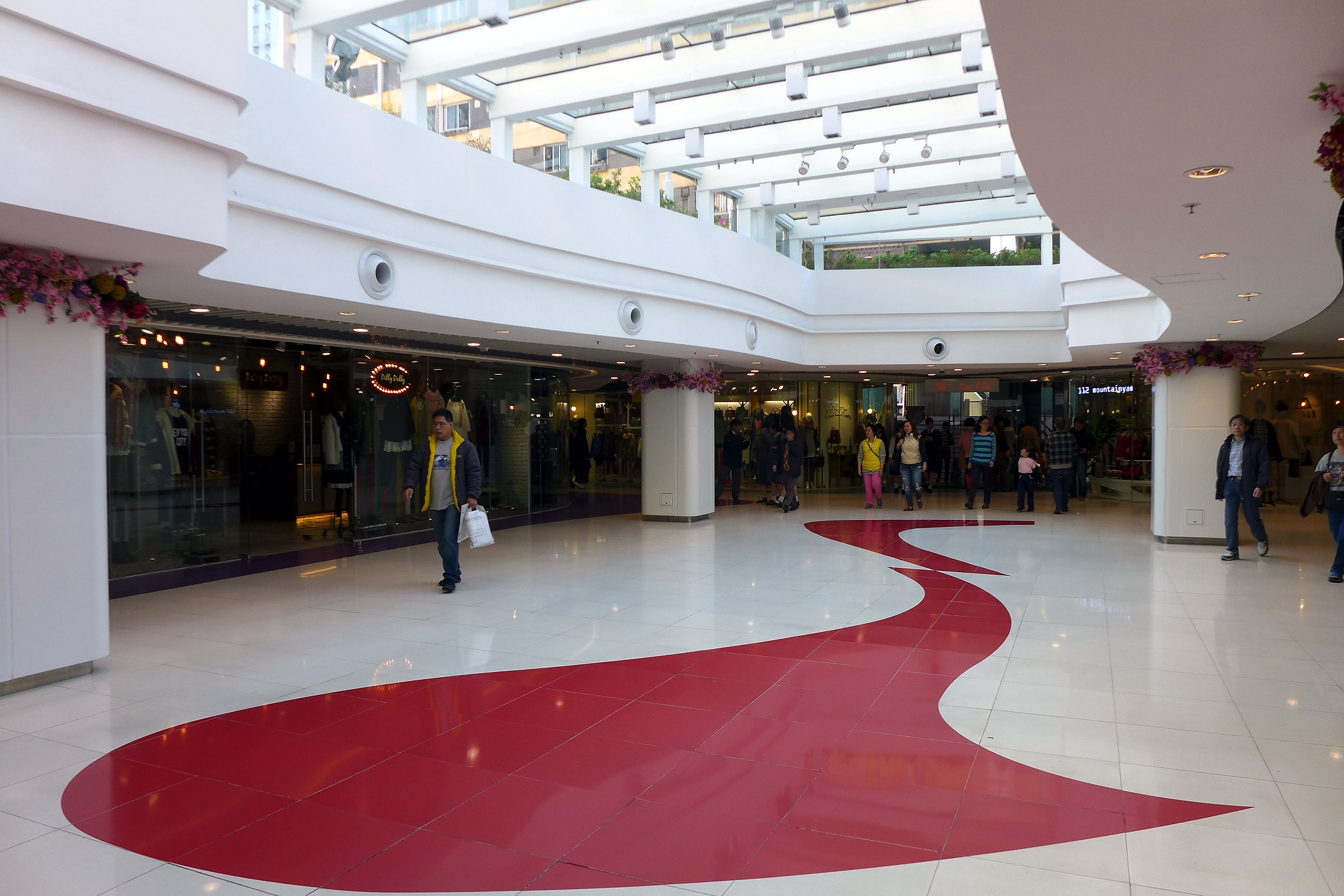
H區中庭

由前友愛平台商場進行翻新，位於安定及友愛邨之間，橫跨屯門鄉事會路，為居民往來兩邨的主要通道，於2014年第四季度相繼落成。輕鐵安定站2號月台設有一條上行扶手電梯直達商場，商場中間是一個設有天窗的中庭，初期不時舉辦活動，現時主要出租作臨時展銷用途，而商場天台設有平台花園。初時租戶包括112 mountainyam、Arumi、CASINO、Creme caramel、Dilly Dally、dicEYEwear 眼鏡一品、雅芳婷內衣、Girls、HISSO、Inspire、Jam、Latte、MeeH、SN styling workshop、Yomimi等多間時裝商鋪，不少是首次在港開設店舖的品牌以及首次進駐領展旗下商場的商戶。
2020年，H區多間店舖結業後有不少新店舖進駐，包括漢堡包店 鬍鬚仔 Mustache Chef（已結業，現為八方雲集），手作功夫茶，Chateraise（已改為天然工房），Reborn Coffee，以及優品360等。

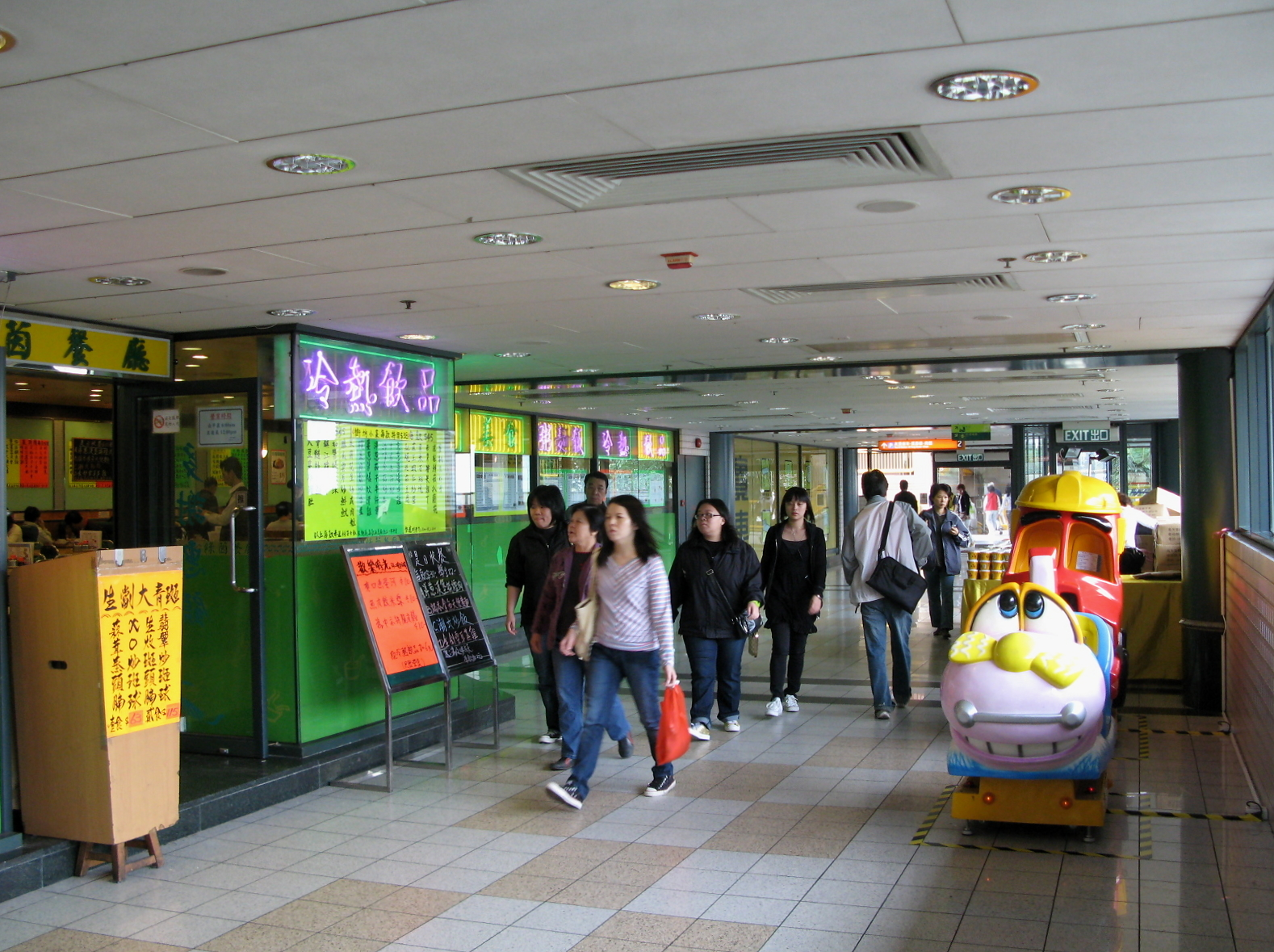
友愛平台商場翻新前面貌
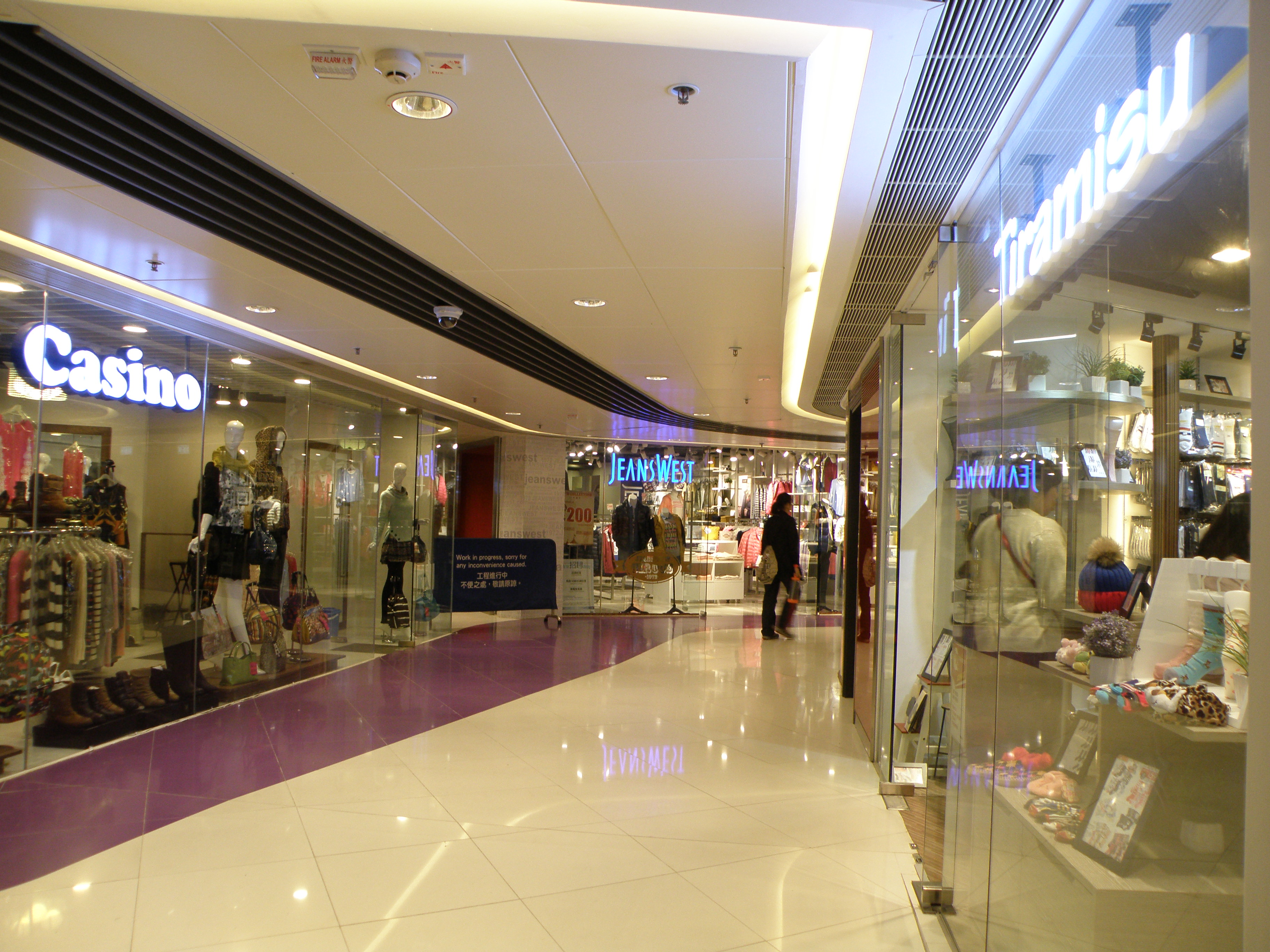
H區店舖
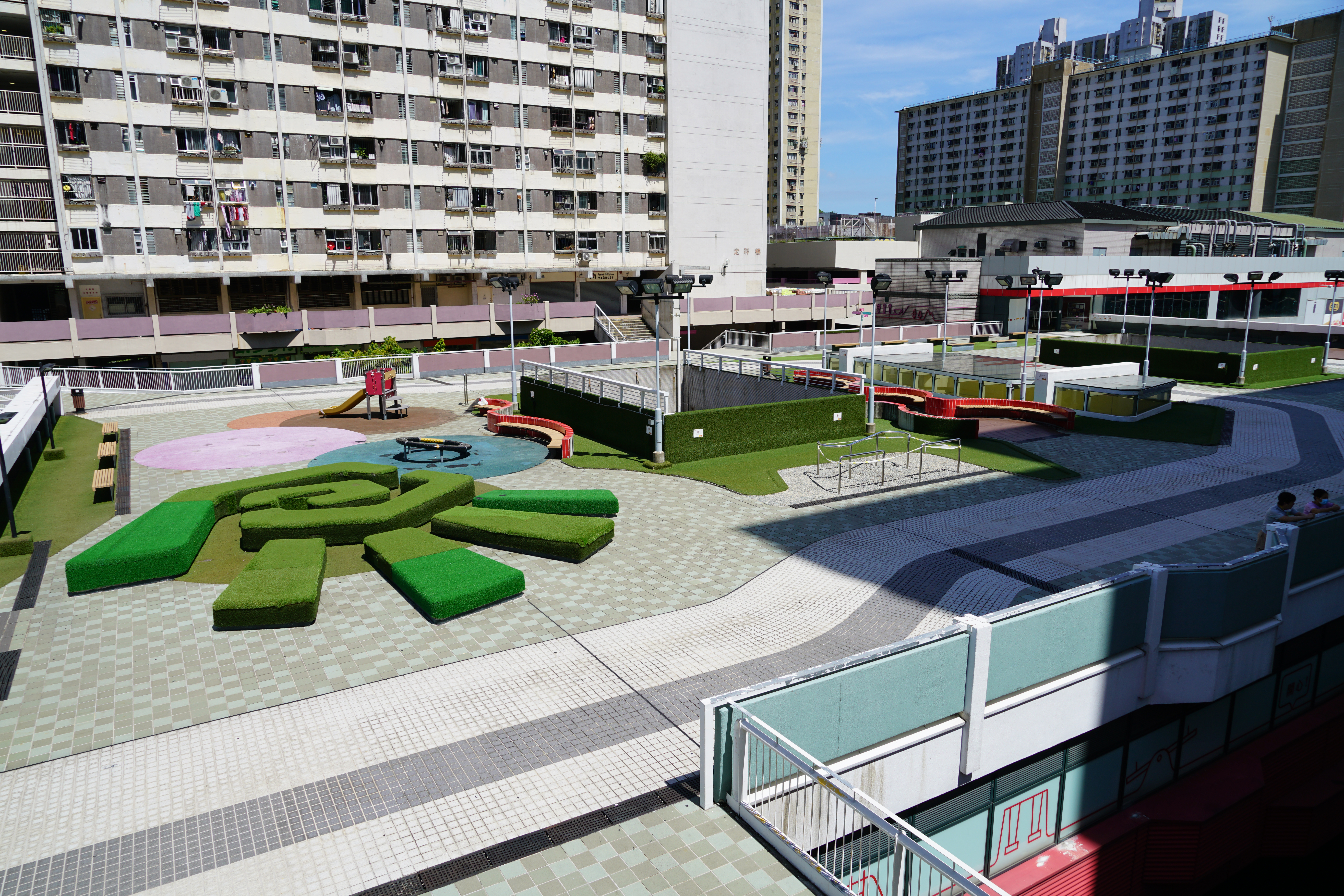
商場天台平台花園設兒童遊樂設施及卵石路步行徑

### A區

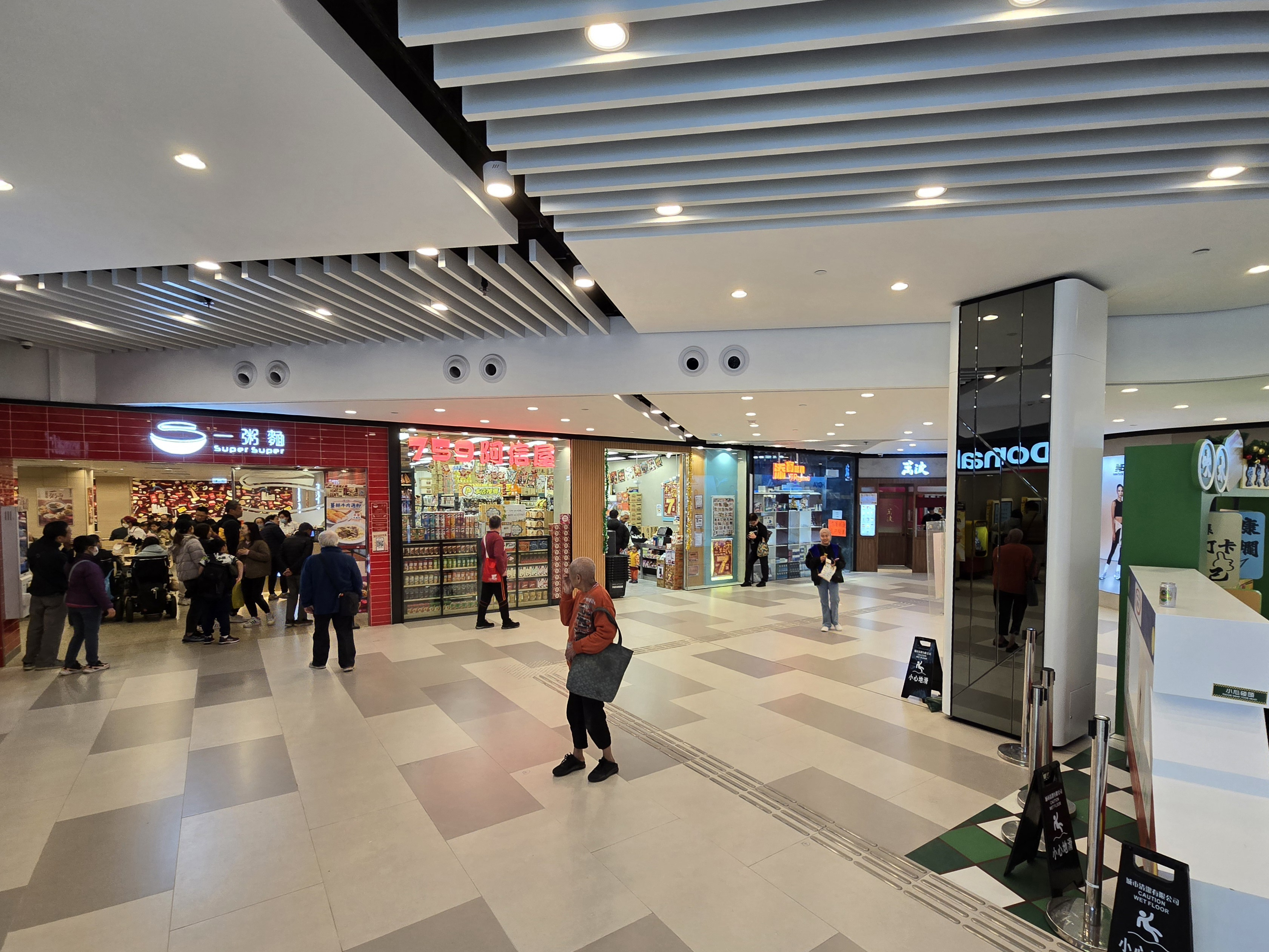
A區停車場及街市大樓中庭（2024年）

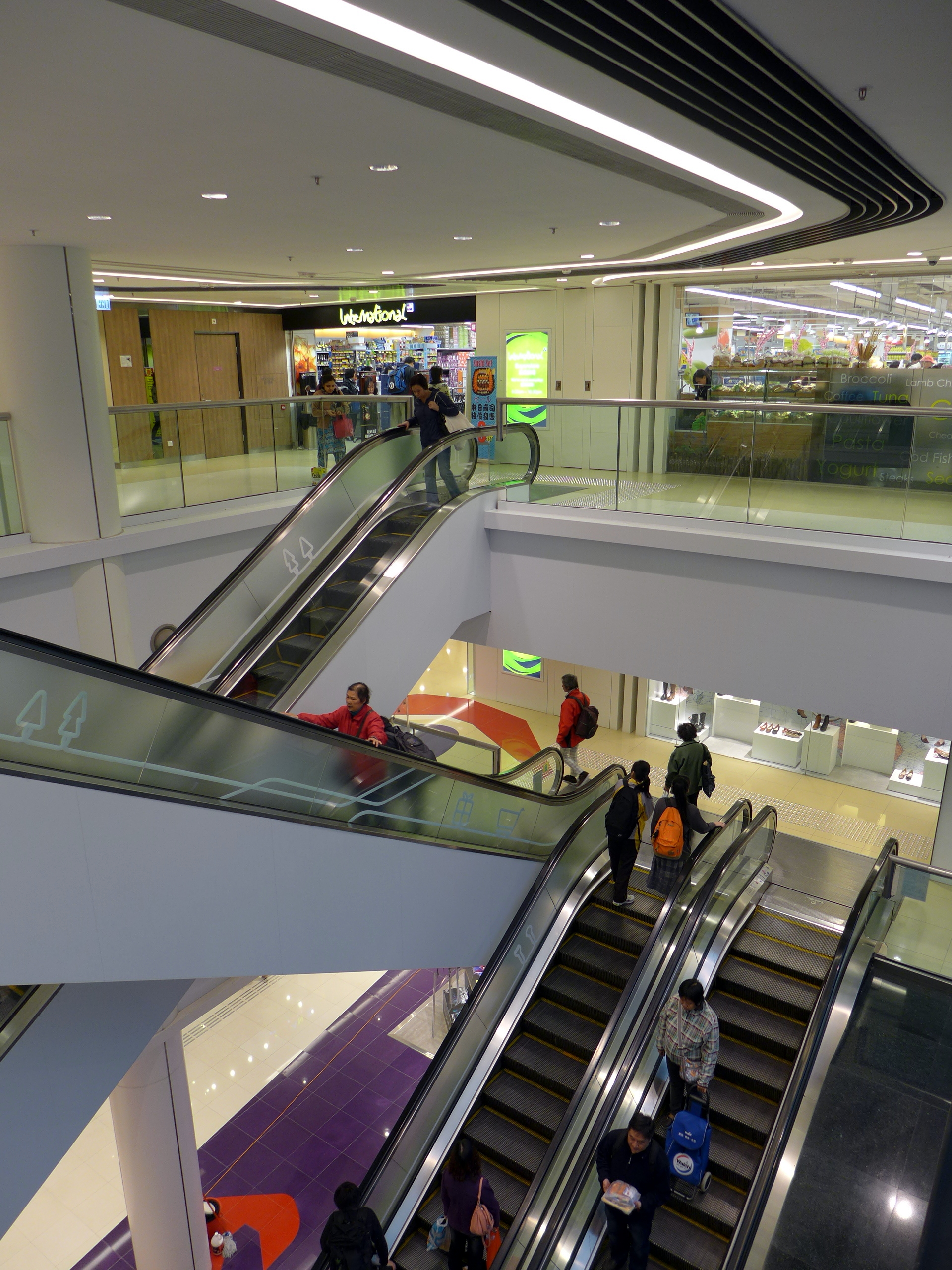
A區新翼大樓中庭（2014年）

商場樓高三層，安定街市及美食廣場改為商場及將90年代建成的商場部份進行翻新，於2013年第二季度相繼落成。此區範圍包括安定商場新翼大樓及安定邨停車場及街市大樓。截至2025年8月，租戶包括美心西餅、屈臣氏、小城故事等。食肆包括八戶屋、大家樂、SUBWAY、以及太興集團旗下的安金稻。
停車場及街市大樓商場2023年8月起再次進行翻新工程，商店重新規劃，首階段於同年12月陸續完工。新租戶以食肆為主，包括吉野家、小胖台灣麵、Accro Café Bar、象屋（及後更名至 泰掂）、Bougel Cafe等，泰掂開業短時間後於2024年停業。2024年6月起麥當勞、夏麵館、魚米、湯加、一粥麵、鴻福堂、Big C、添寶眼鏡等商戶陸續遷出，第二階段翻新工程正式展開。HSBC理財易中心遷往H區。2024年11月翻新工程完成，麥當勞、一粥麵、添寶眼鏡重開，759阿信屋亦遷至，新租戶繼續以食肆為主，包括蒲東小館、燒肉時刻、萬波等。

三樓改裝後加設大量窗戶（2024年）

新翼大樓三樓最大租戶International by PARKnSHOP已於2019年9月結業，三樓全層丟空逾兩年後始有新租戶Real Expert Play Fun Zone 百田遊園及HKTV mall超級市場。2024年9月起，兩間商戶相繼遷出，翻新工程已於2025年中完成，現成為了安老院舍。

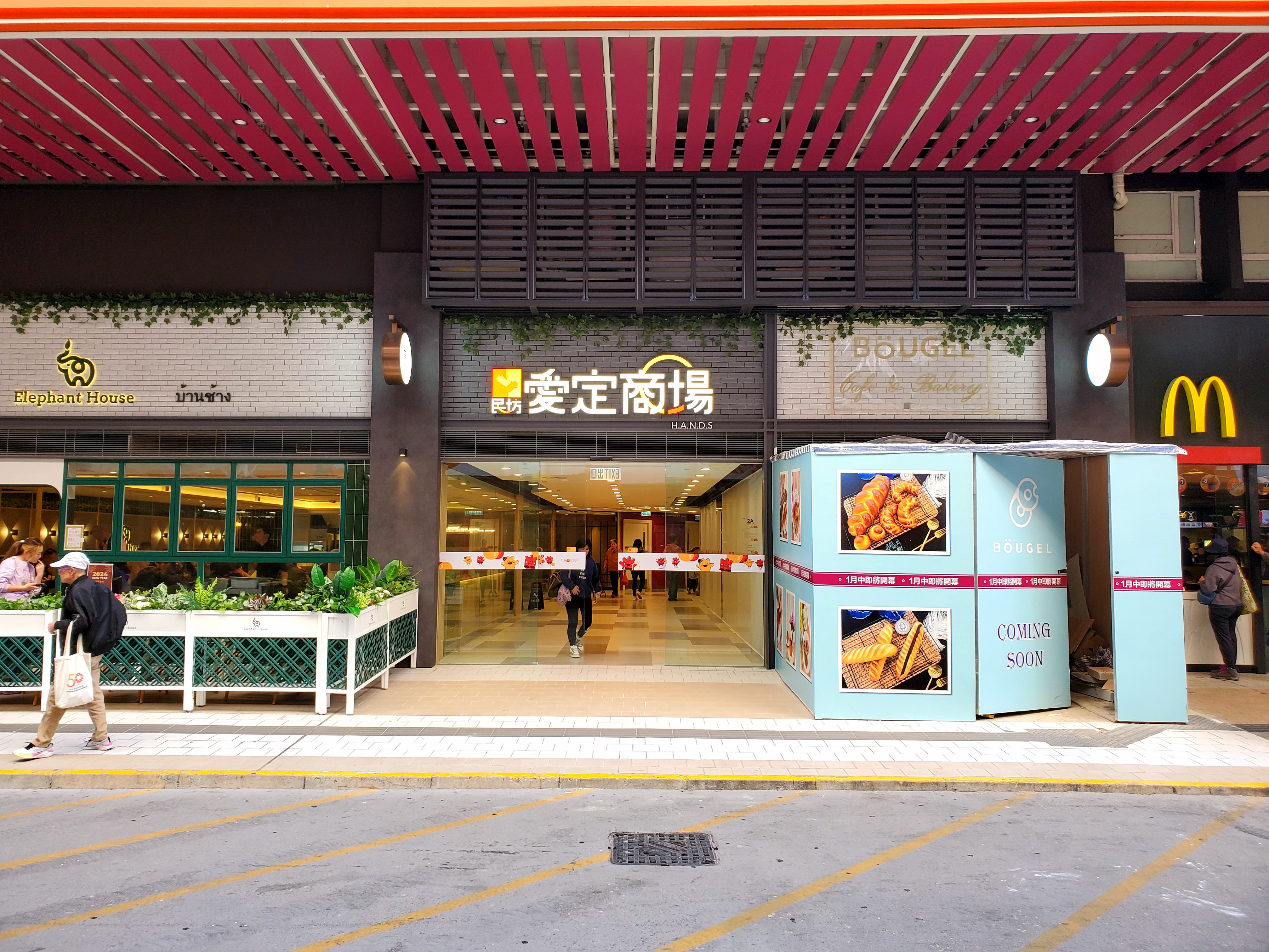
A區街市大樓民坊翻新後的入口（2024年）
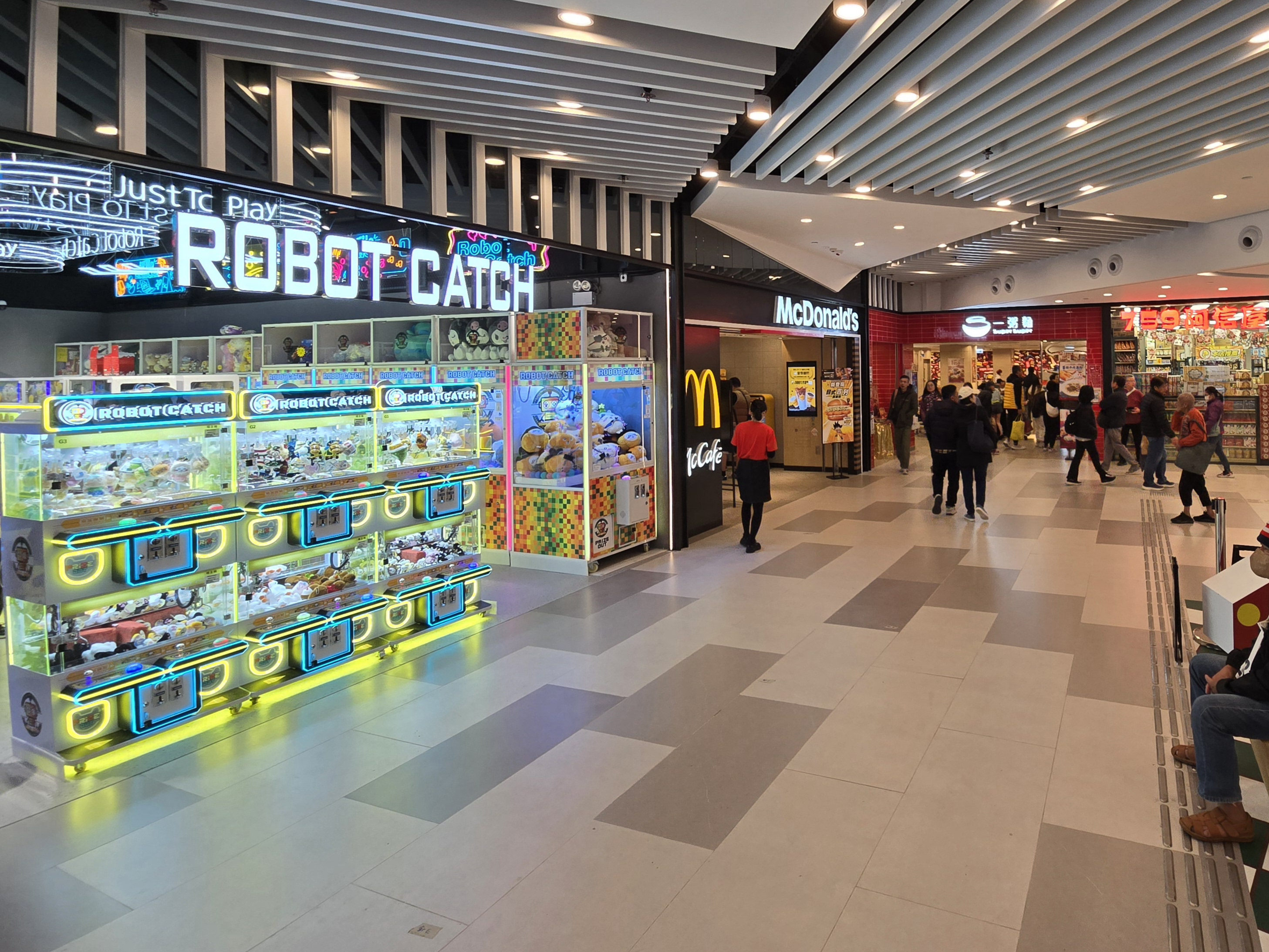
重開的麥當勞（2024年）
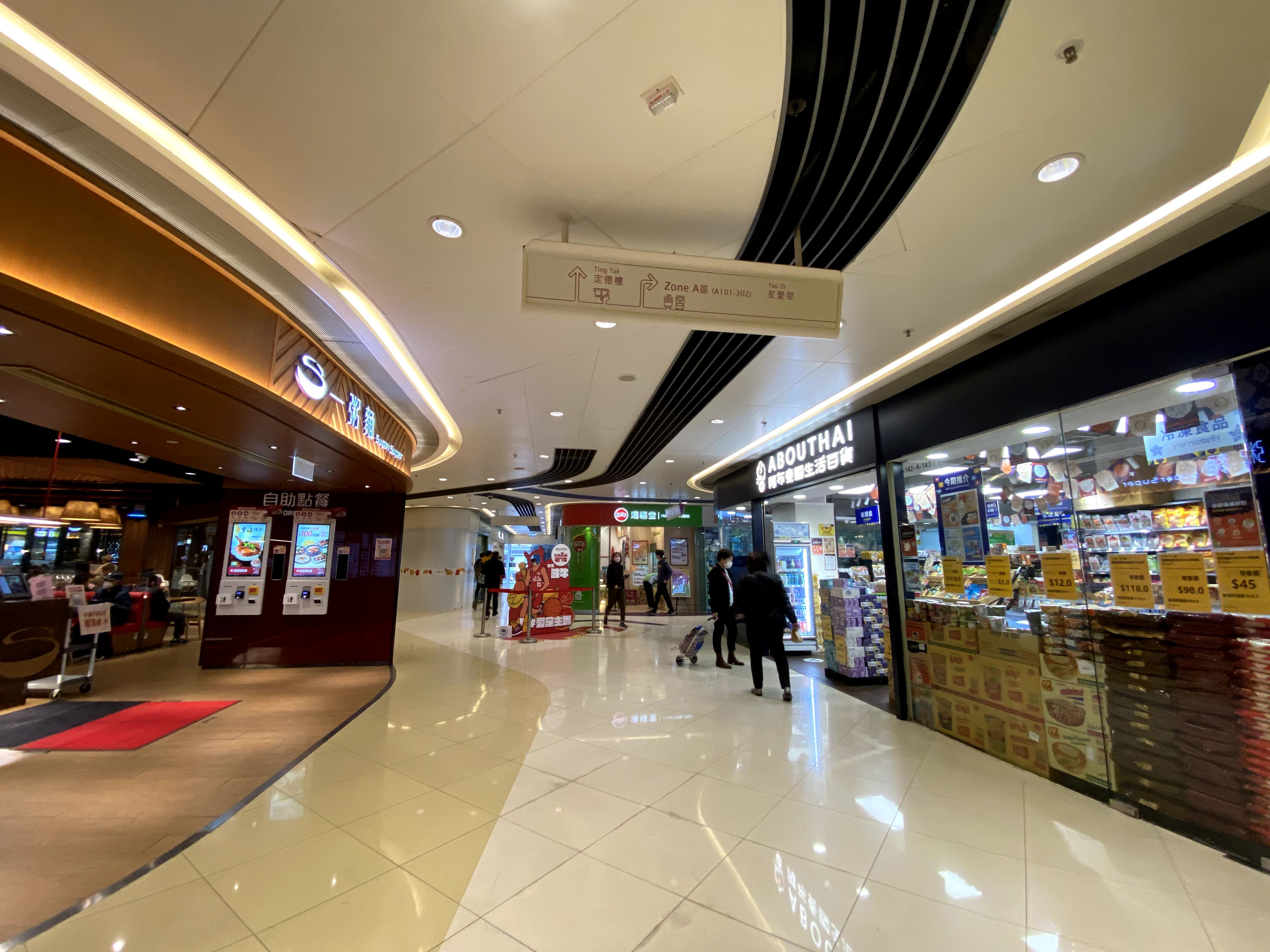
商場1樓一粥麵及阿布泰國生活百貨 （2021年）
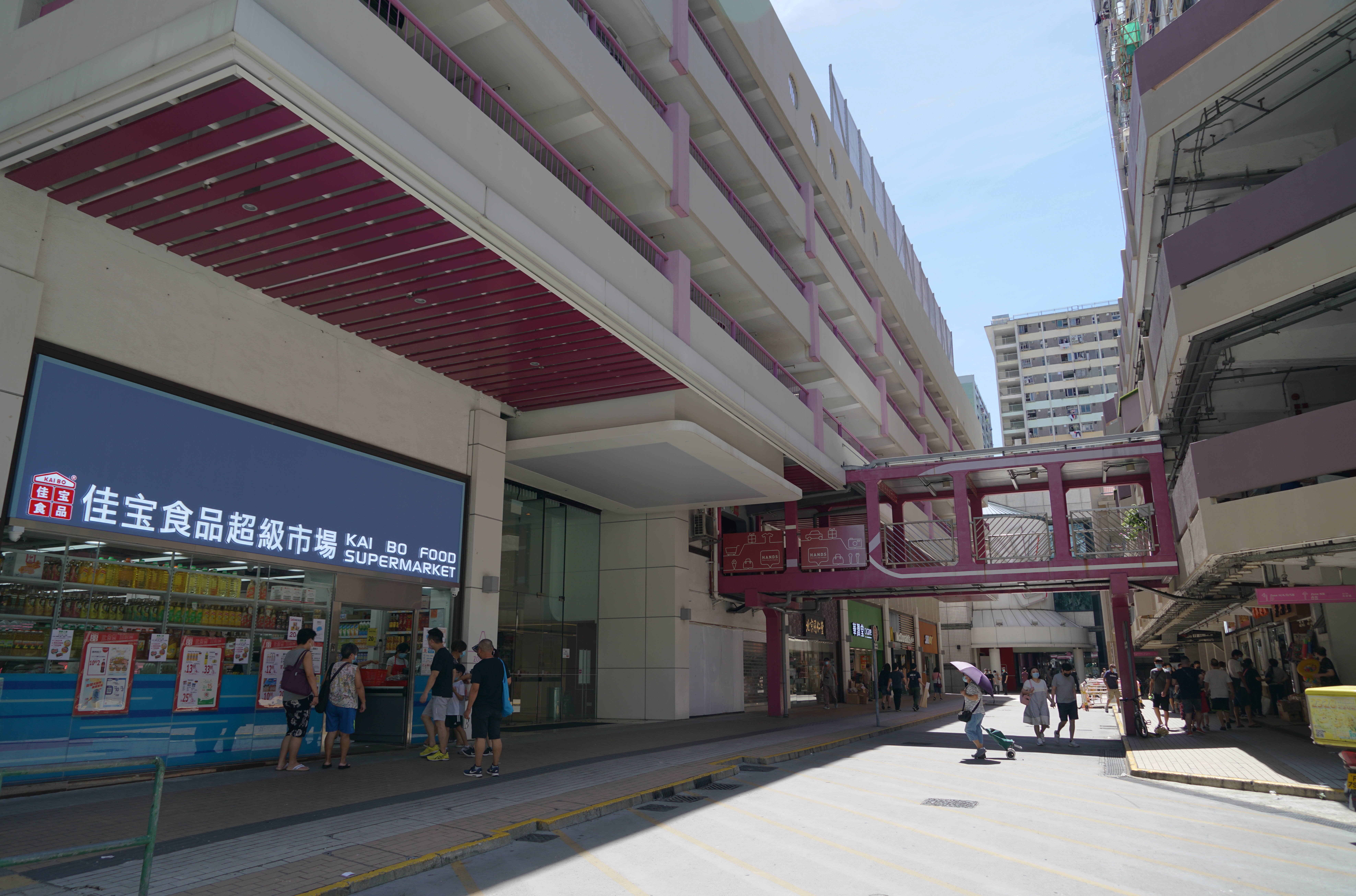
A區停車場地下原為安定街市，街市結業後改為商場（圖中佳寶超級市場（已結業）的前身分別為味千拉麵及Killiney餐廳）
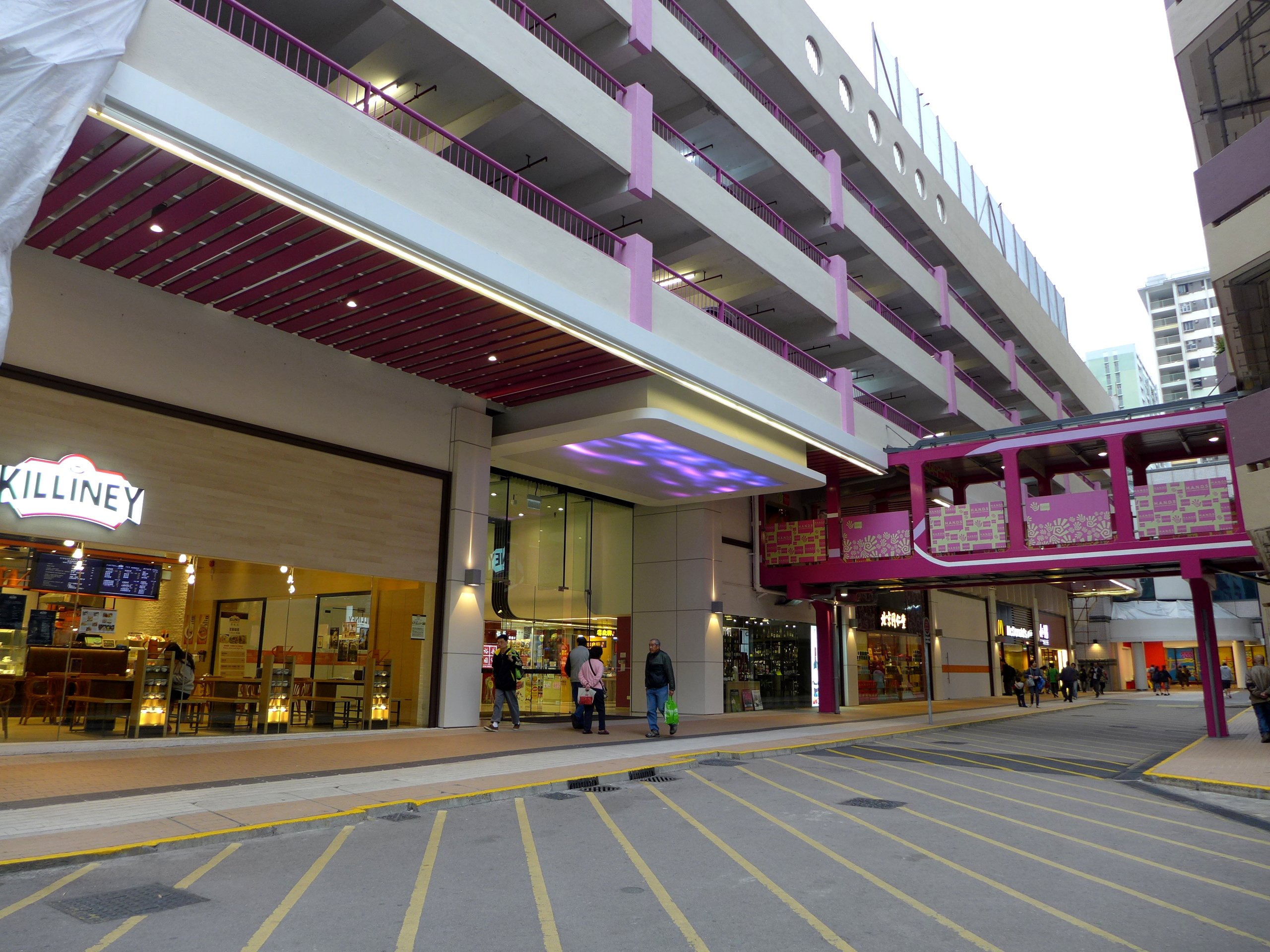
A區停車場地下（2014年）
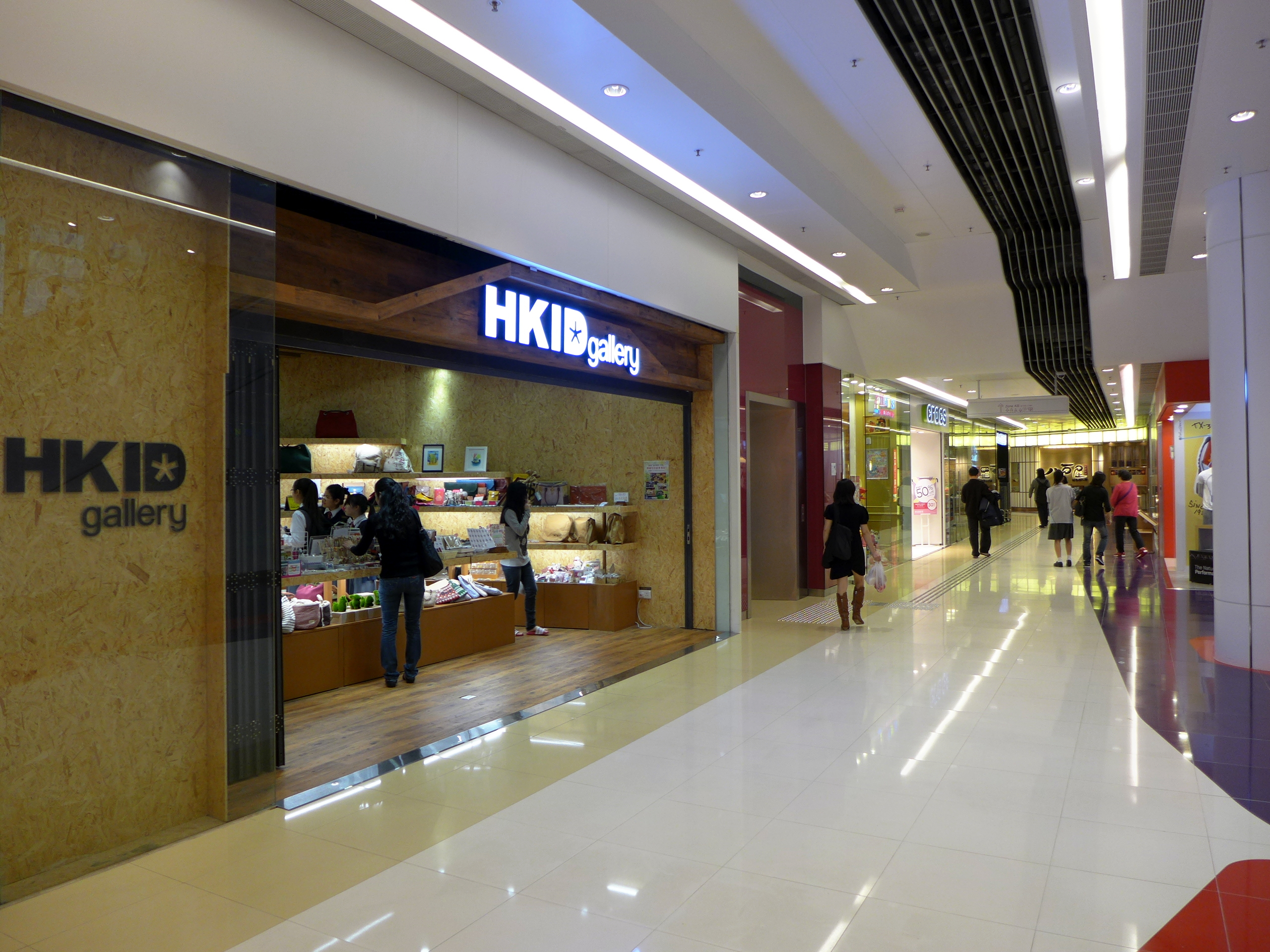
商場1樓（HKID Gallery已結業，本舖位新租戶為美心西餅）
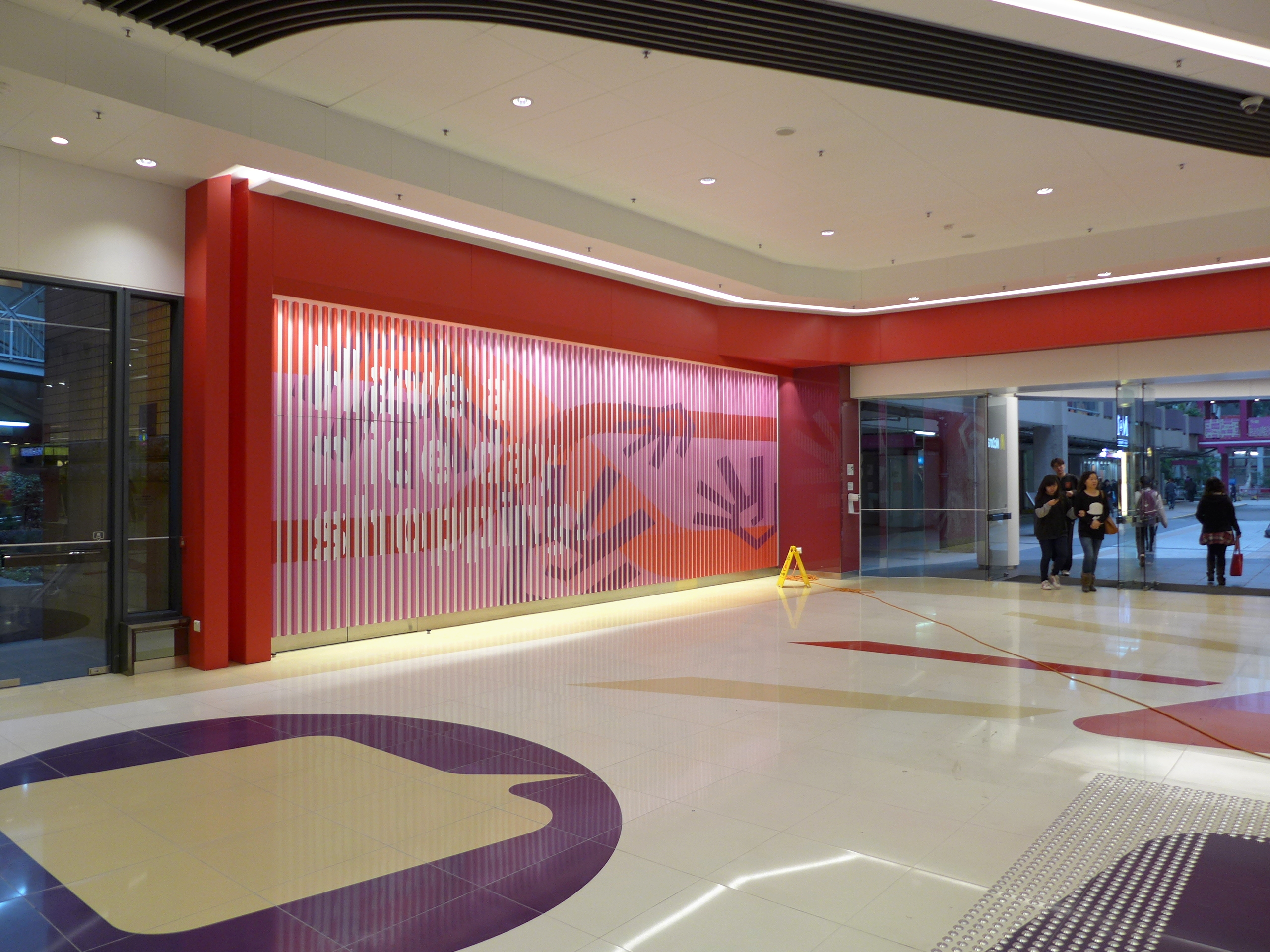
領展管理時期的特色外牆
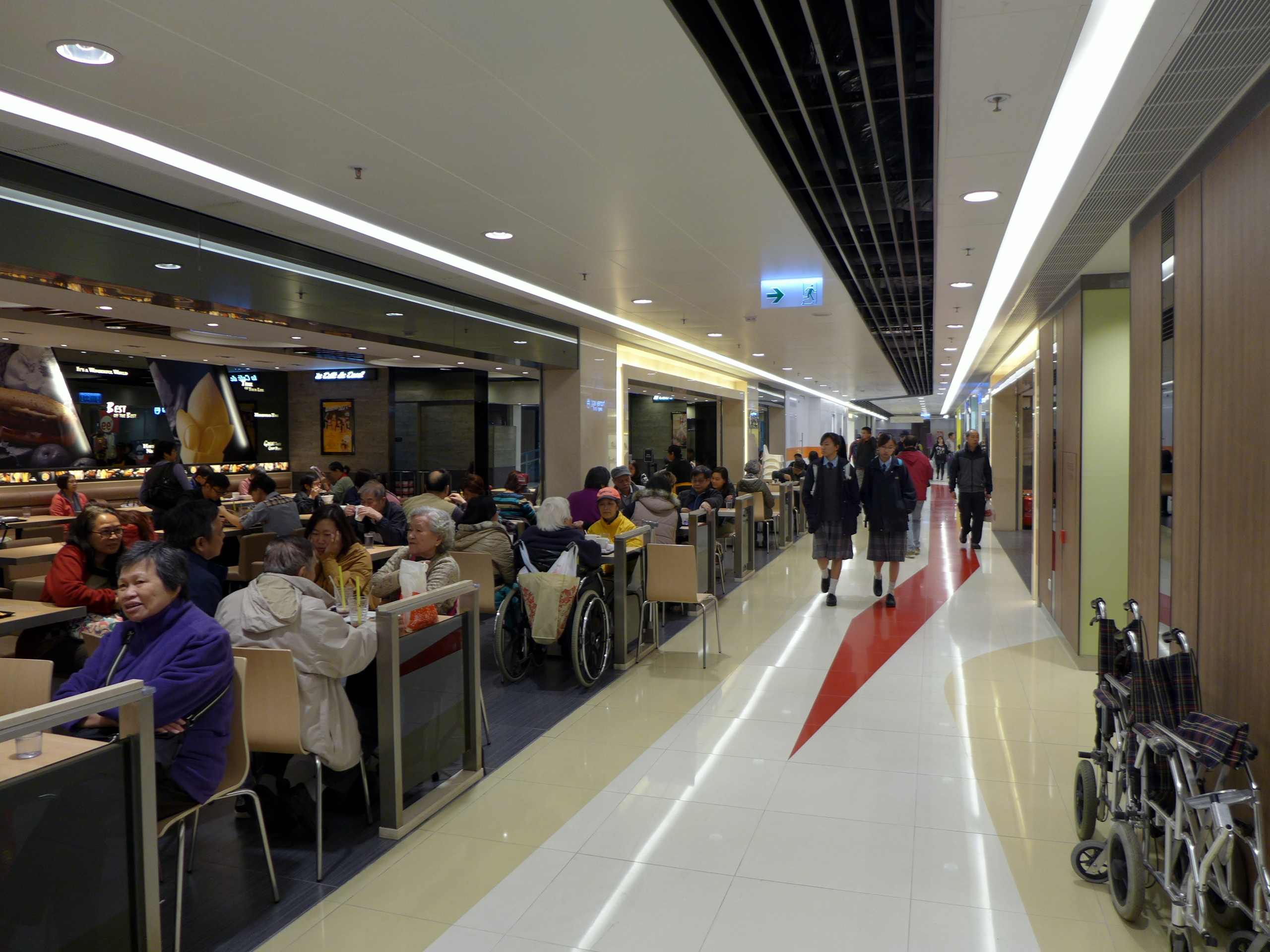
商場2樓
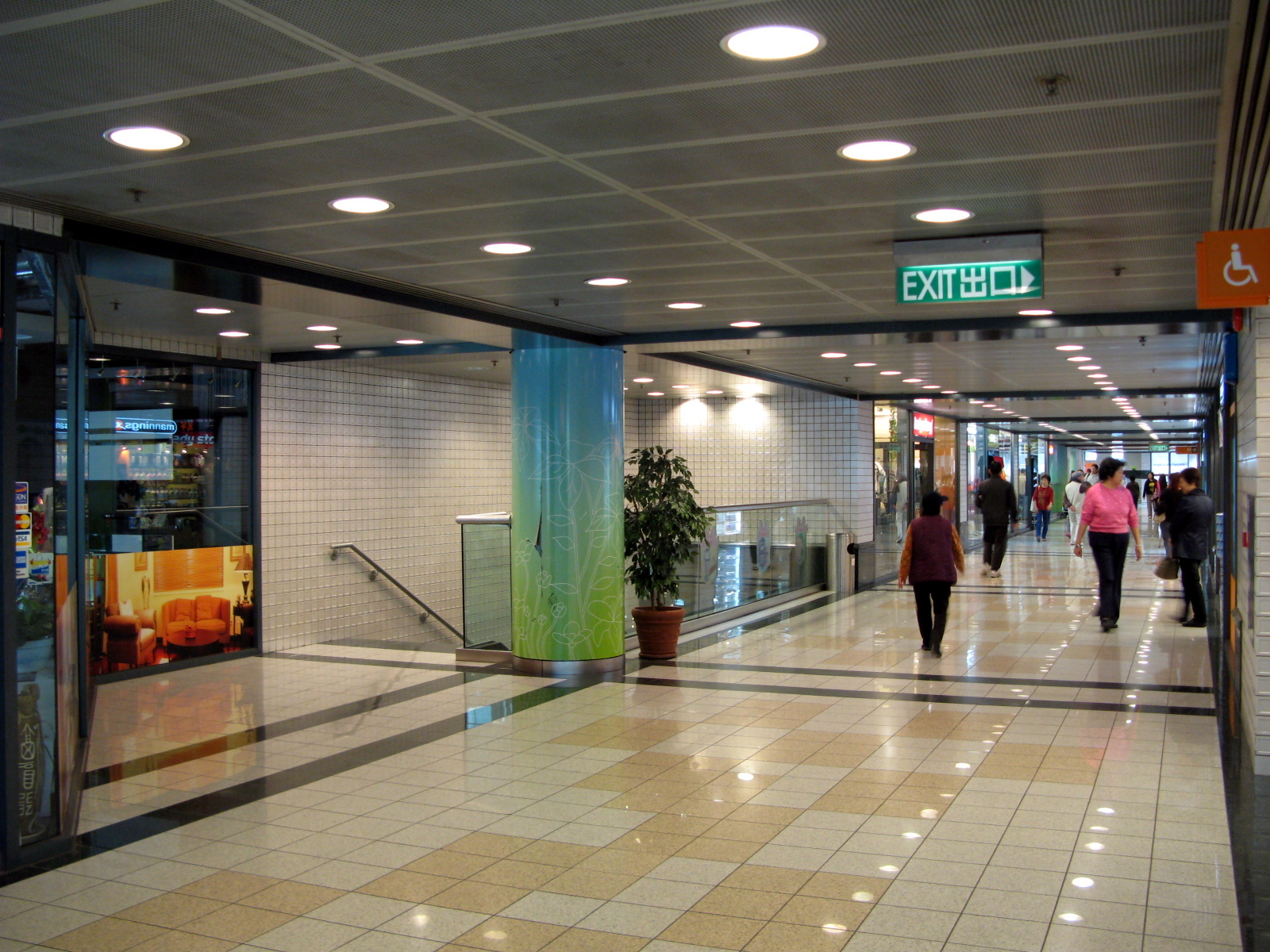
安定商場新翼翻新前面貌

### N區

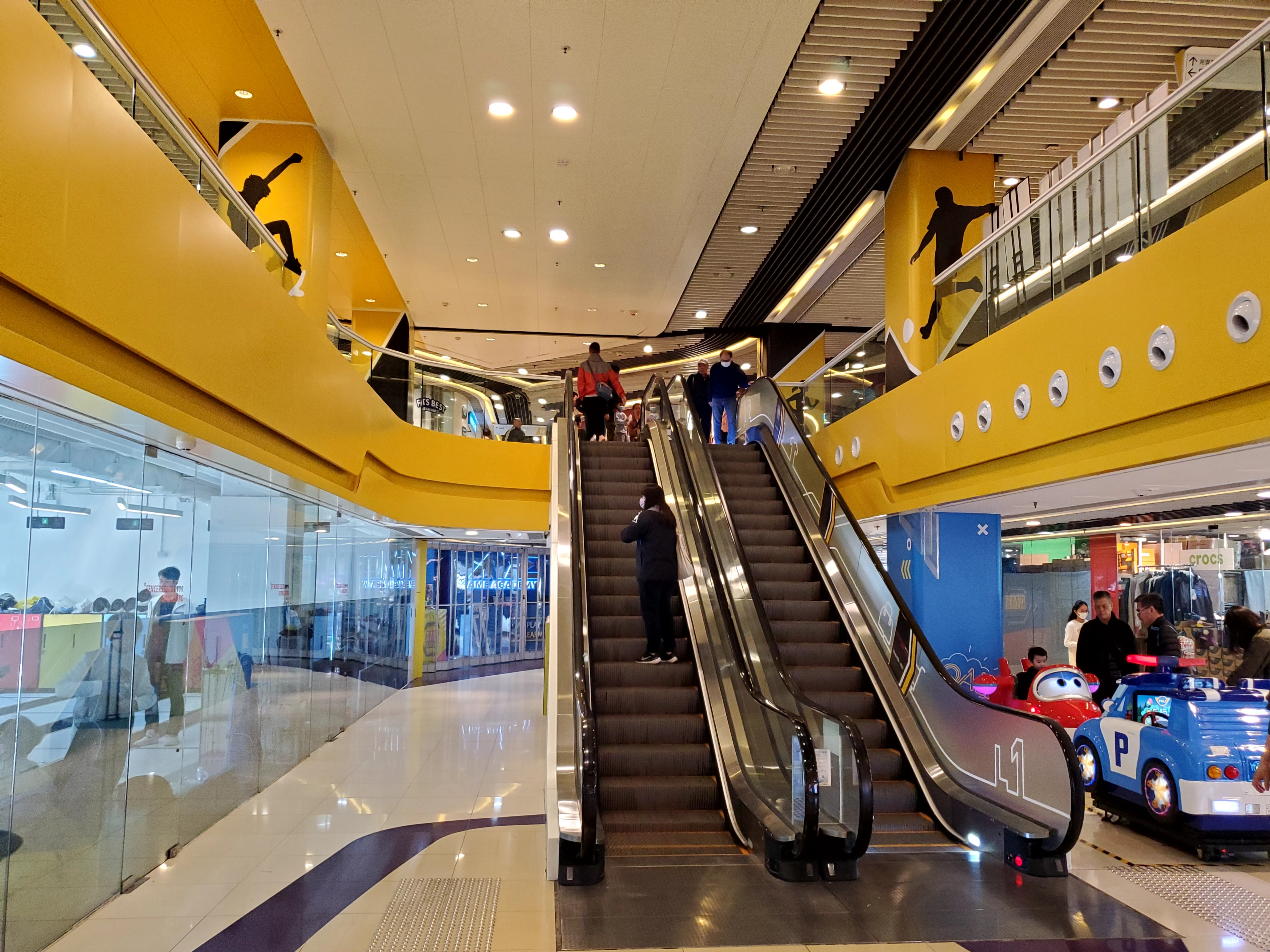
N區中庭（2024年）

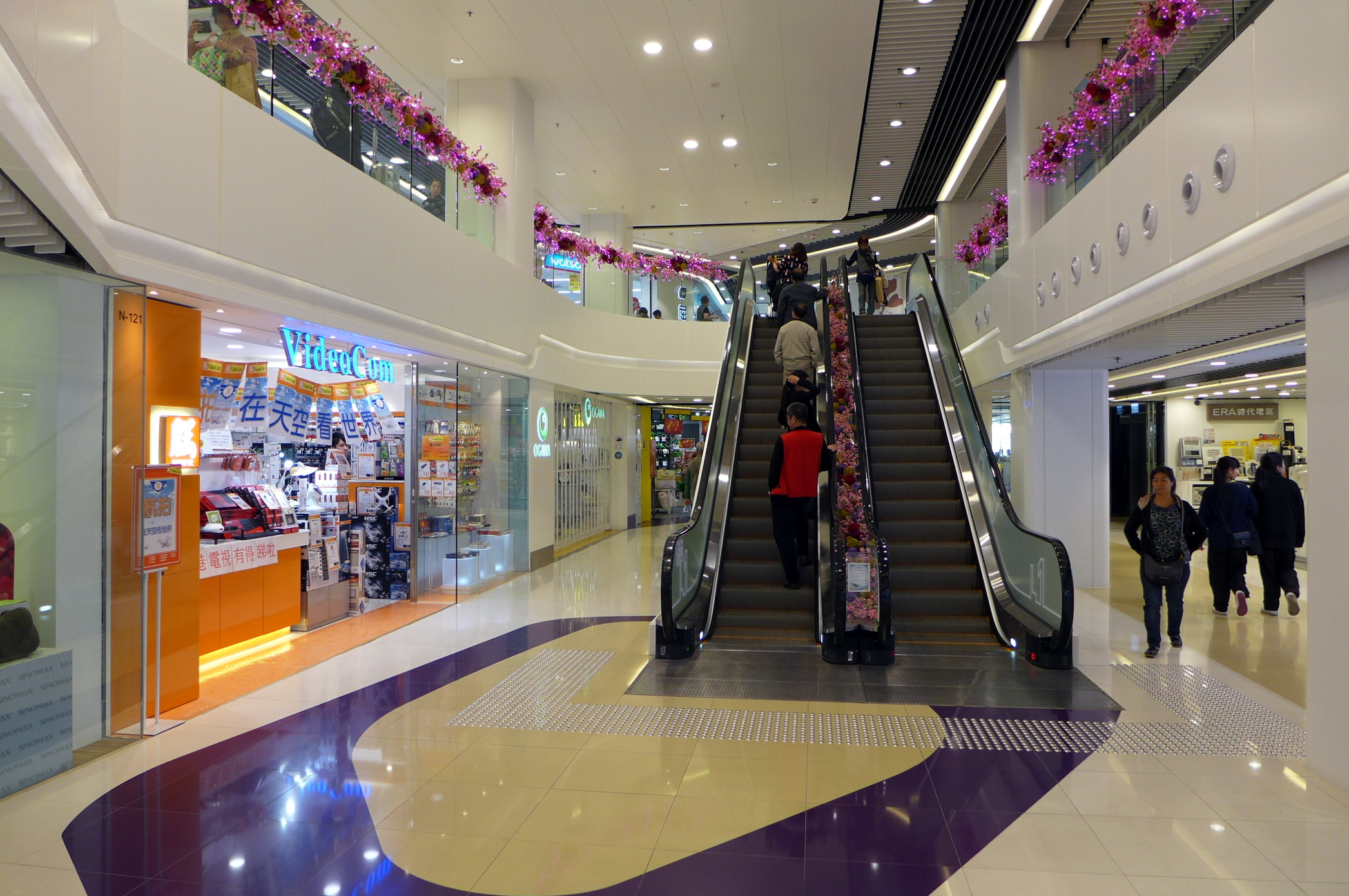
領展時期的N區中庭

第二階段工程將舊有的百佳超級市場、雅芳婷床上用品、創興銀行、大家樂及虹橋酒樓範圍進行改建工程。工程已於2014年3月落成。此區範圍包括安定邨酒樓大廈及定祥樓商鋪，曾經在此範圍開設屯門區首間麥當勞（全香港第26間分店），也是全香港首間開設於公共屋邨的分店，後來並搬遷至安定商場新翼大樓。截至2025年8月，租戶包括集友銀行、雅芳婷、7-Eleven、太興集團旗下敏華冰廳、My Baker@美雅、威威小食、華記粥品餐廳、譚仔三哥米線、香港仔南記粉麵、中式食肆八方庭、順豐速運及惠康超級廣場等。在安定邨開業數十載的成泰麵家在2025年4月30日光榮結業，原址現為樂園魚旦專家。
N區地下層在2017年開設兒童室內遊樂場Aloha Gecko，以夏威夷夏日小島風情作主題。於2019年7月15日結業後改為Real Expert Play Fun Zone 百田遊園，及後遷往A區三樓（現已結業）。原址改為劍擊學堂及AME Academy運動電競館。運動電競館2024年結業後改為Anytime Fitness，為本商場第二間健身中心。
日本城已於2020年11月搬遷至S區繼續營業。
為了令顧客更容易區分N區與A區，2023年起N區代表顏色由淡紫色改為黃色，現時入口和中庭均漆上黃色。

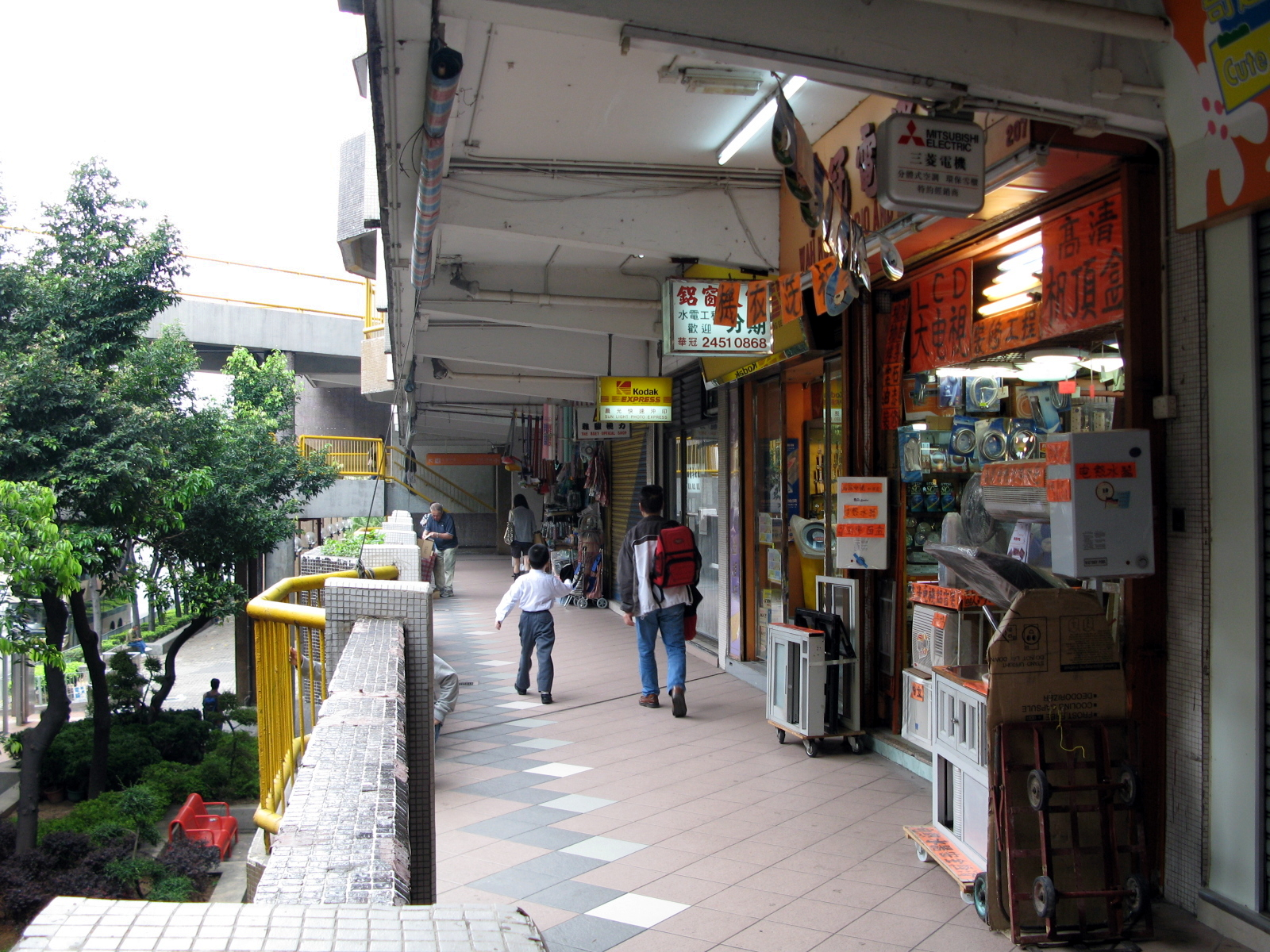
翻新前的2樓定祥樓商場通道
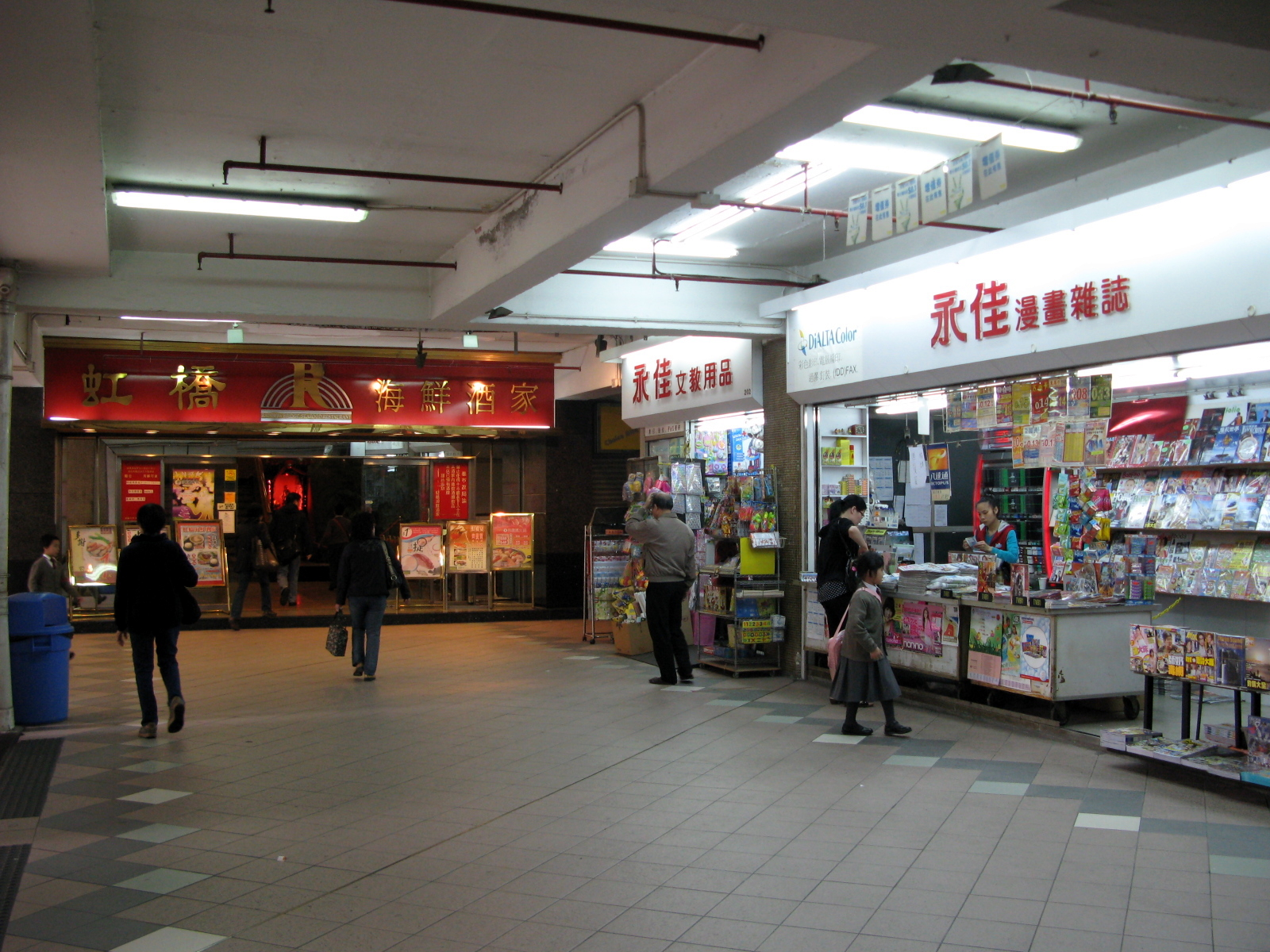
翻新前的2樓虹橋酒樓入口及報攤
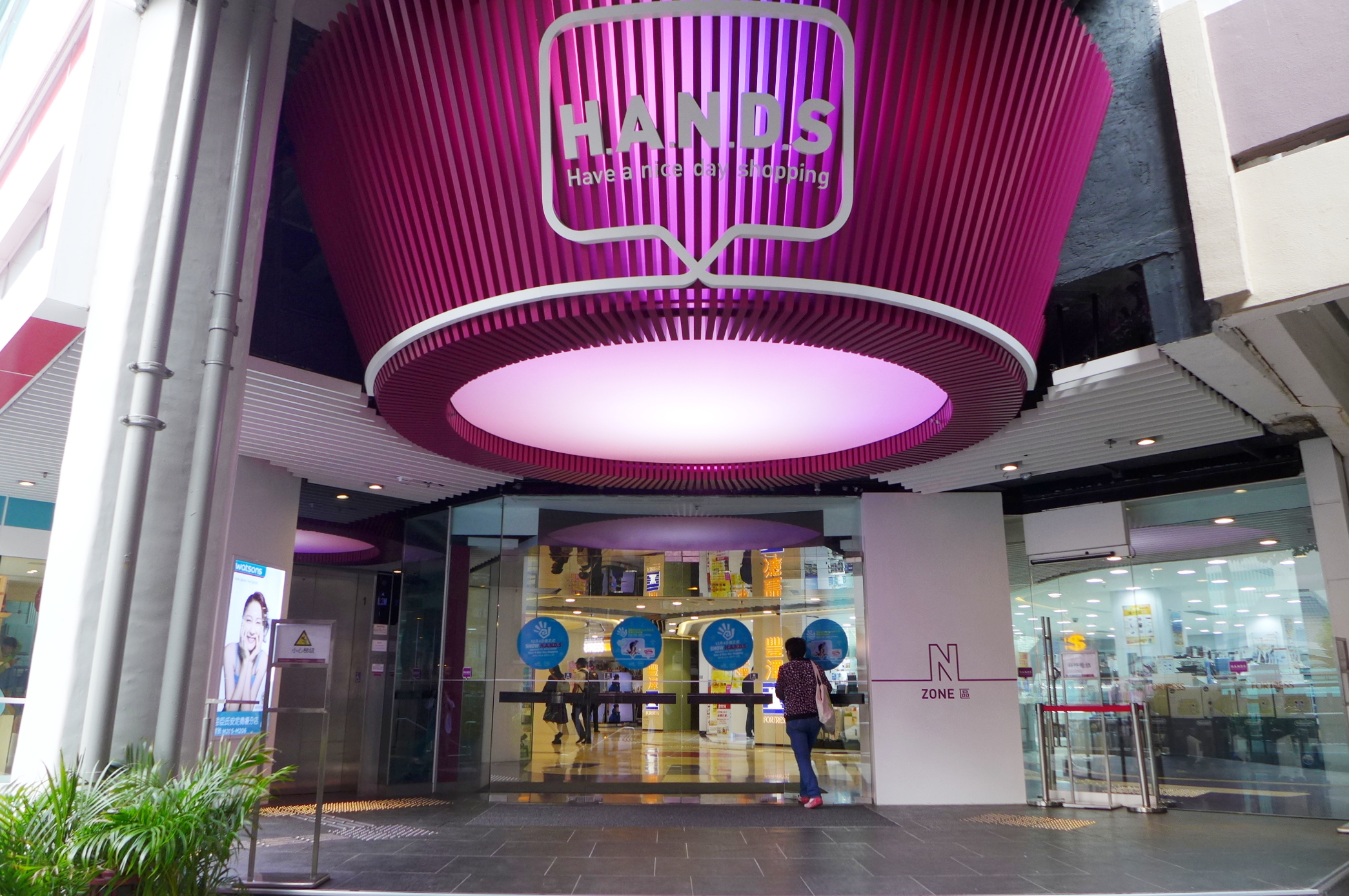
翻新後的入口，圖中可見升降機設在入口旁
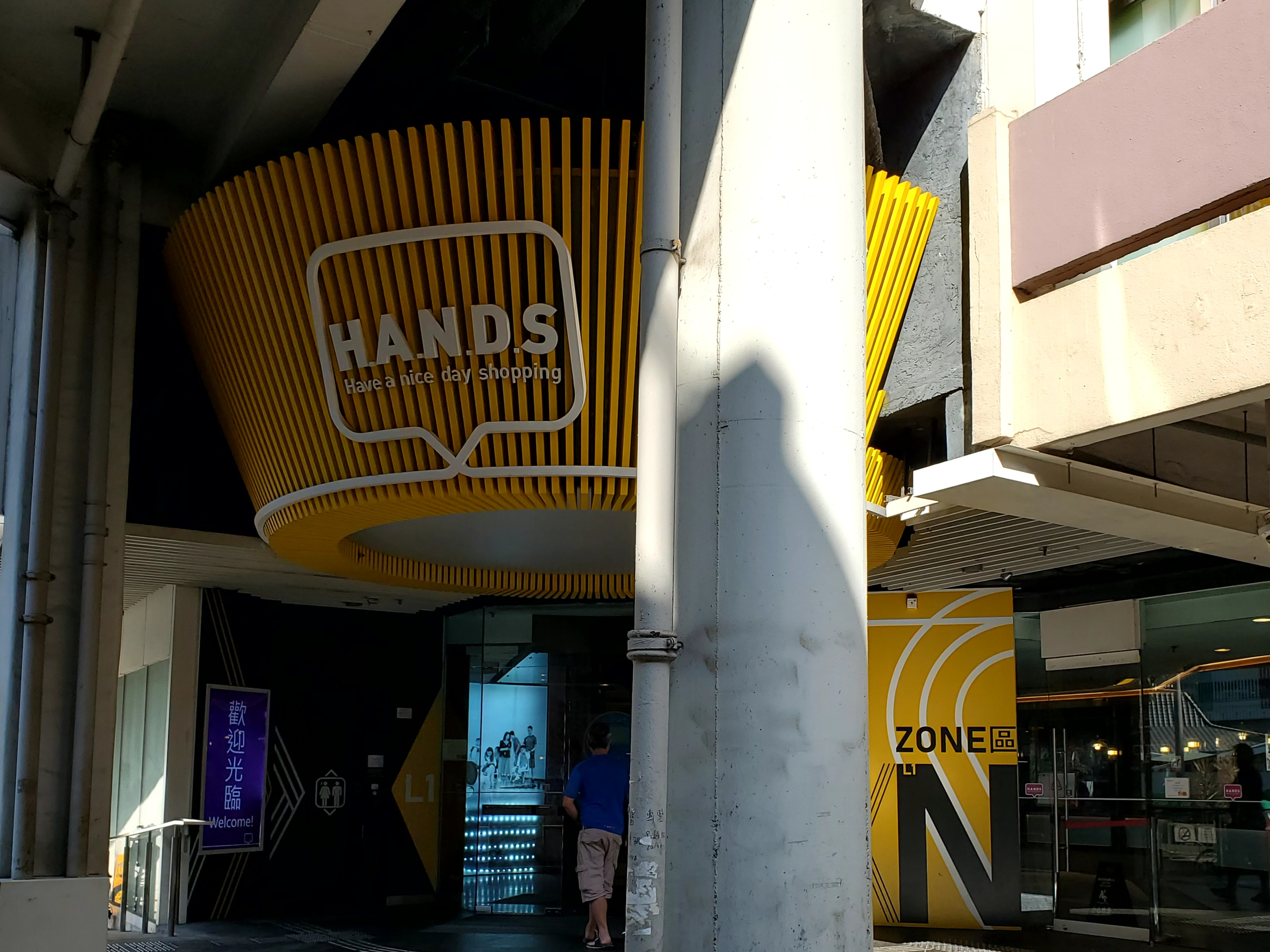
N區入口已換上黃色
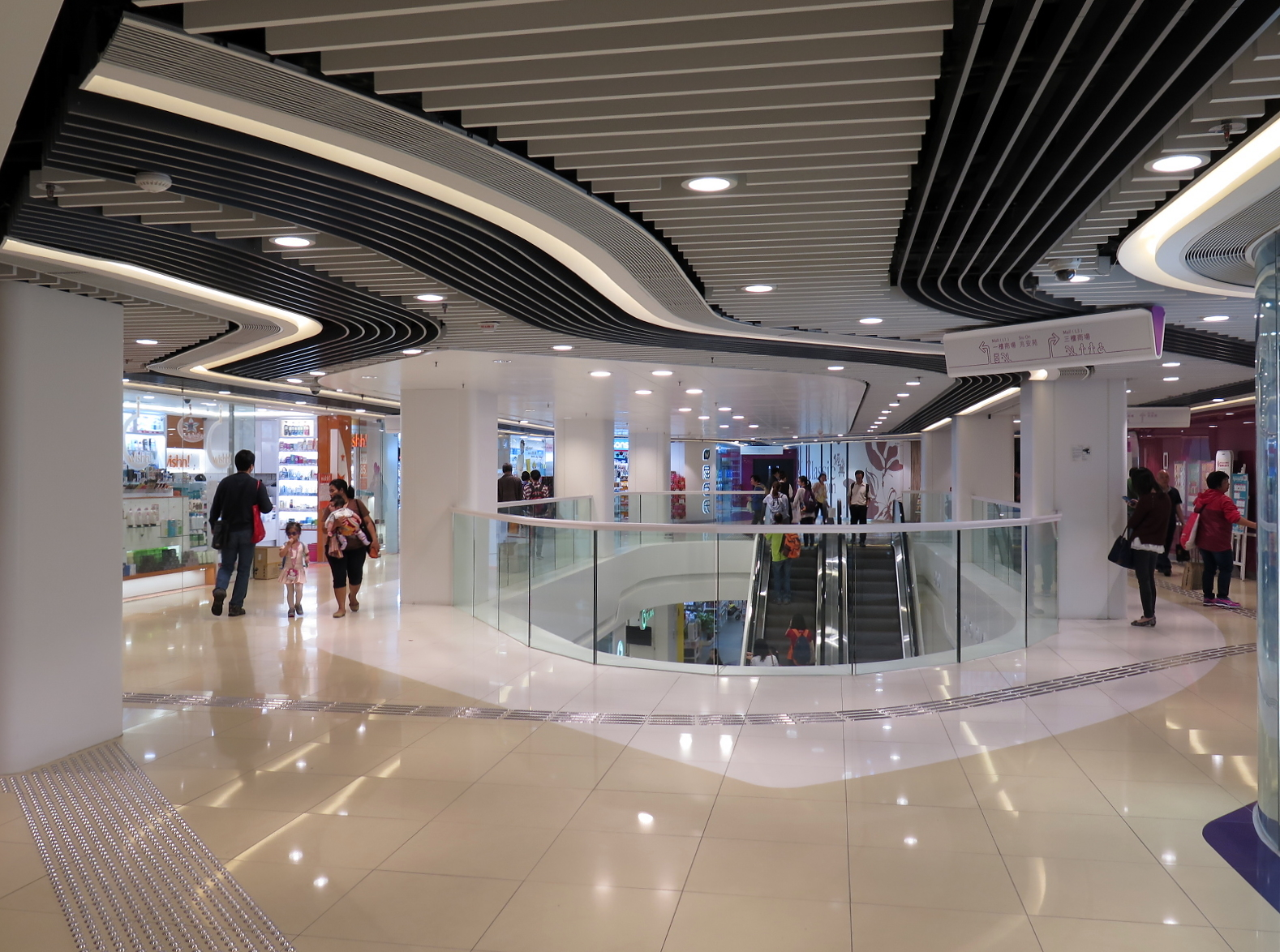
商場2樓
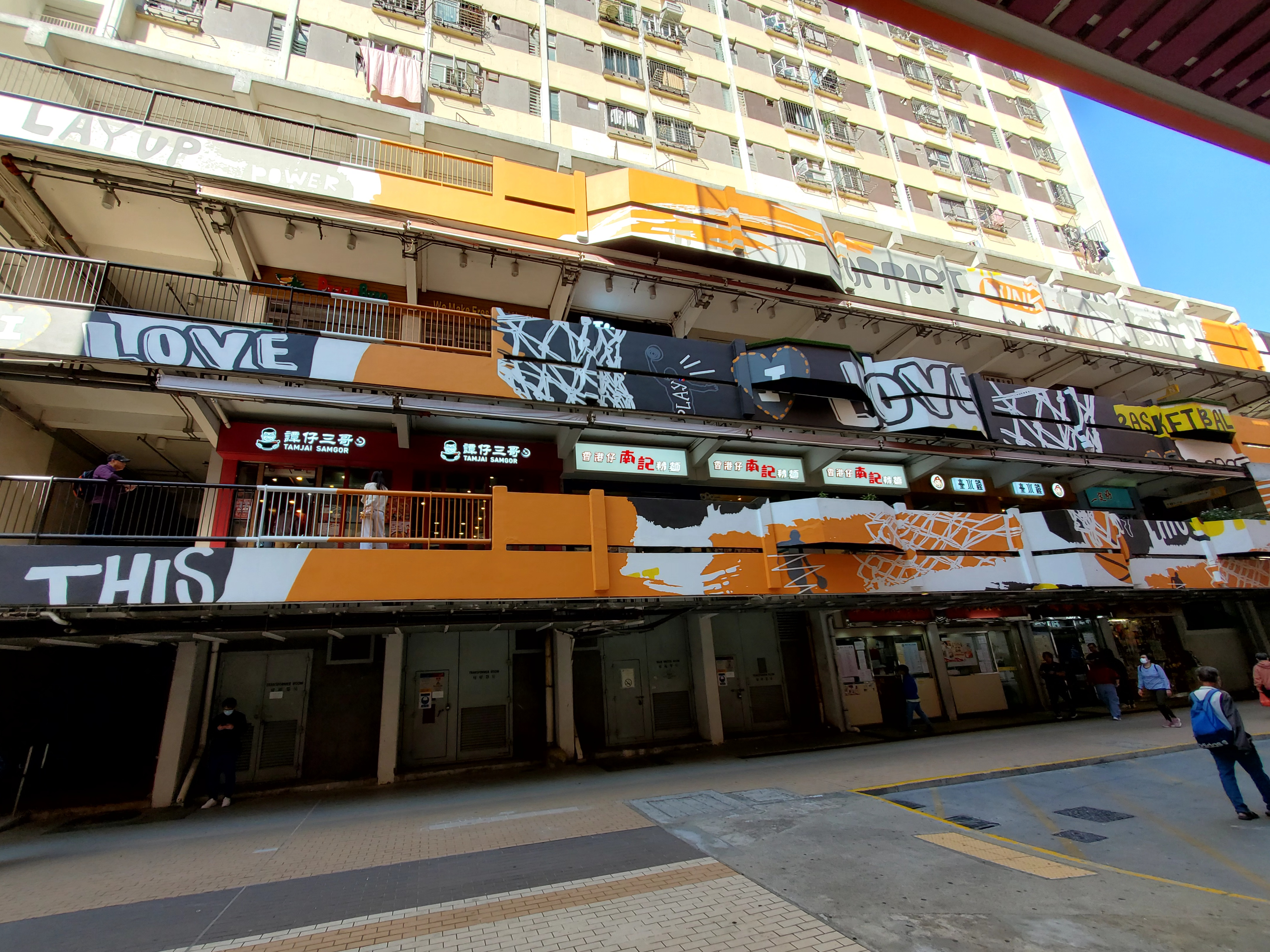
定祥樓商舖外牆
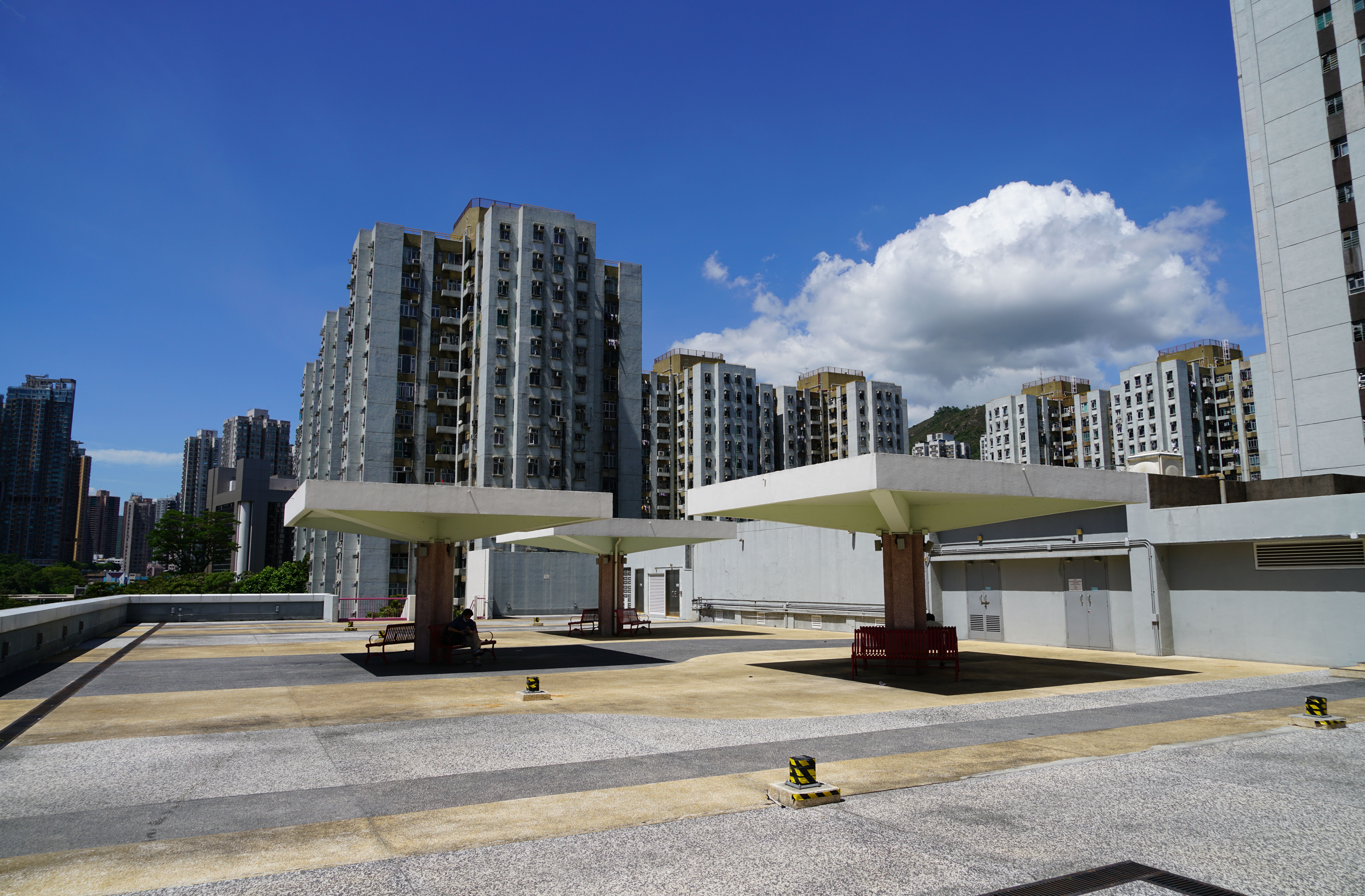
翻新前的天台花園
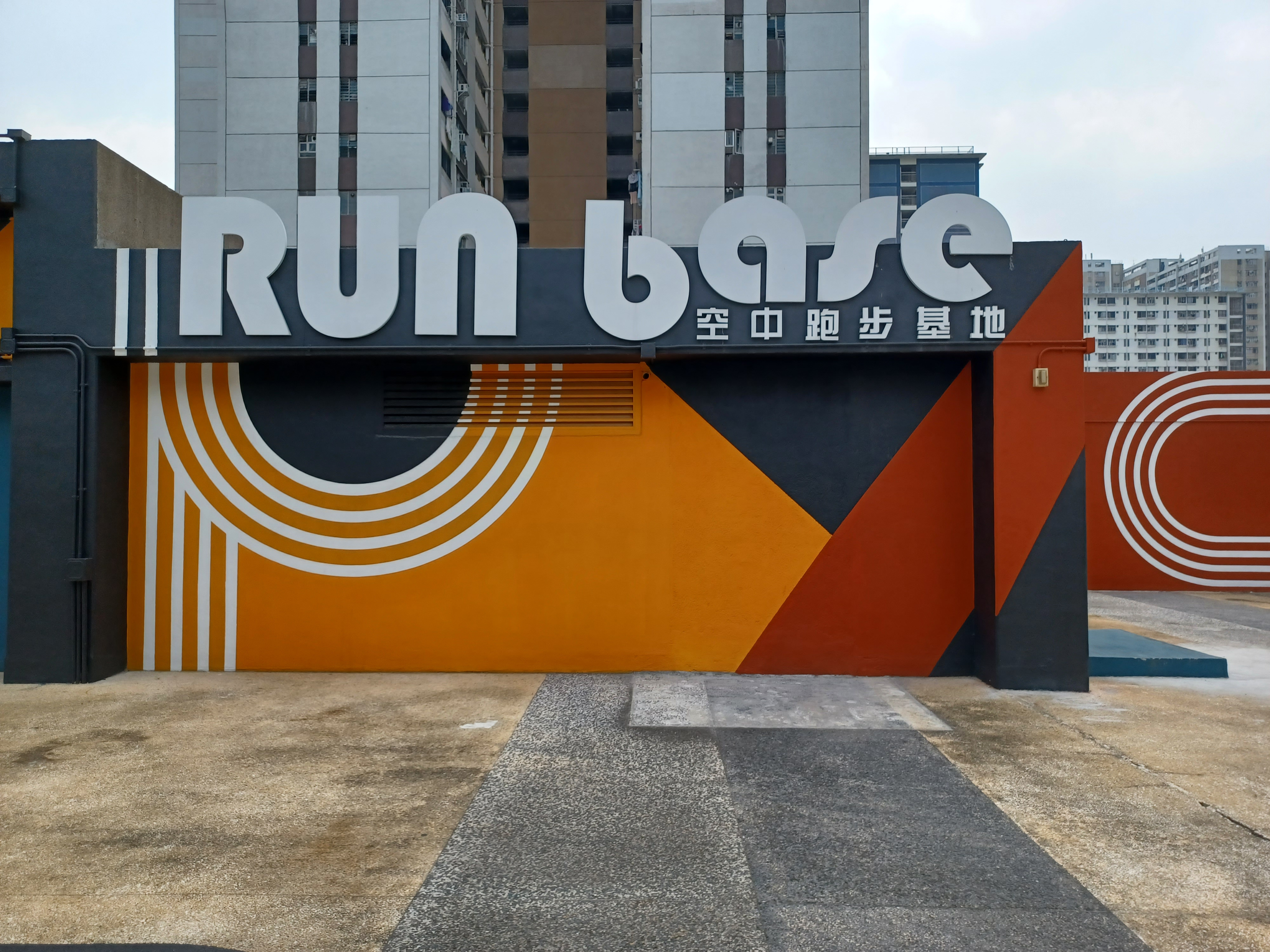
天台花園在翻新後易名為「空中跑步基地」
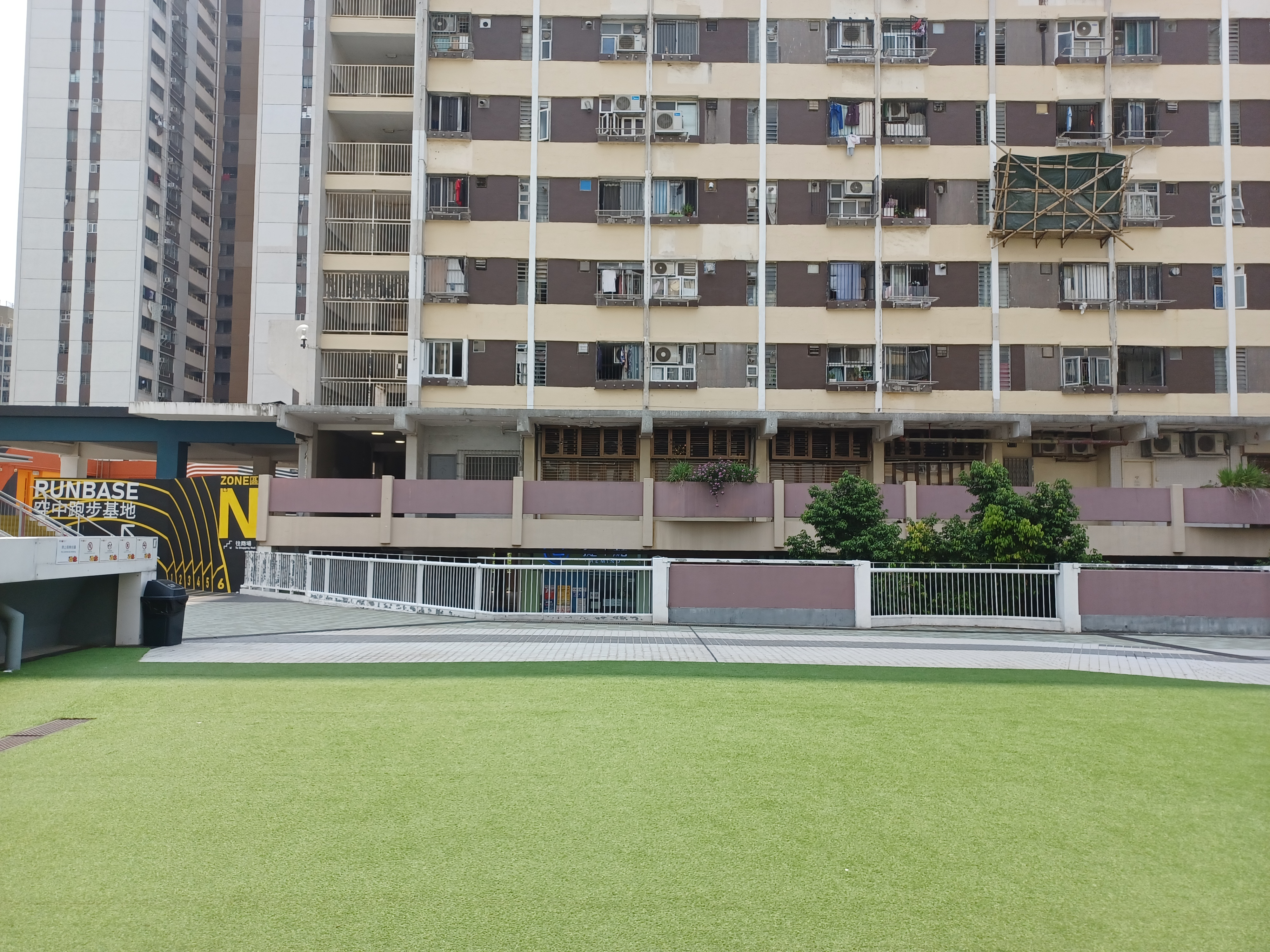
「空中跑步基地」入口
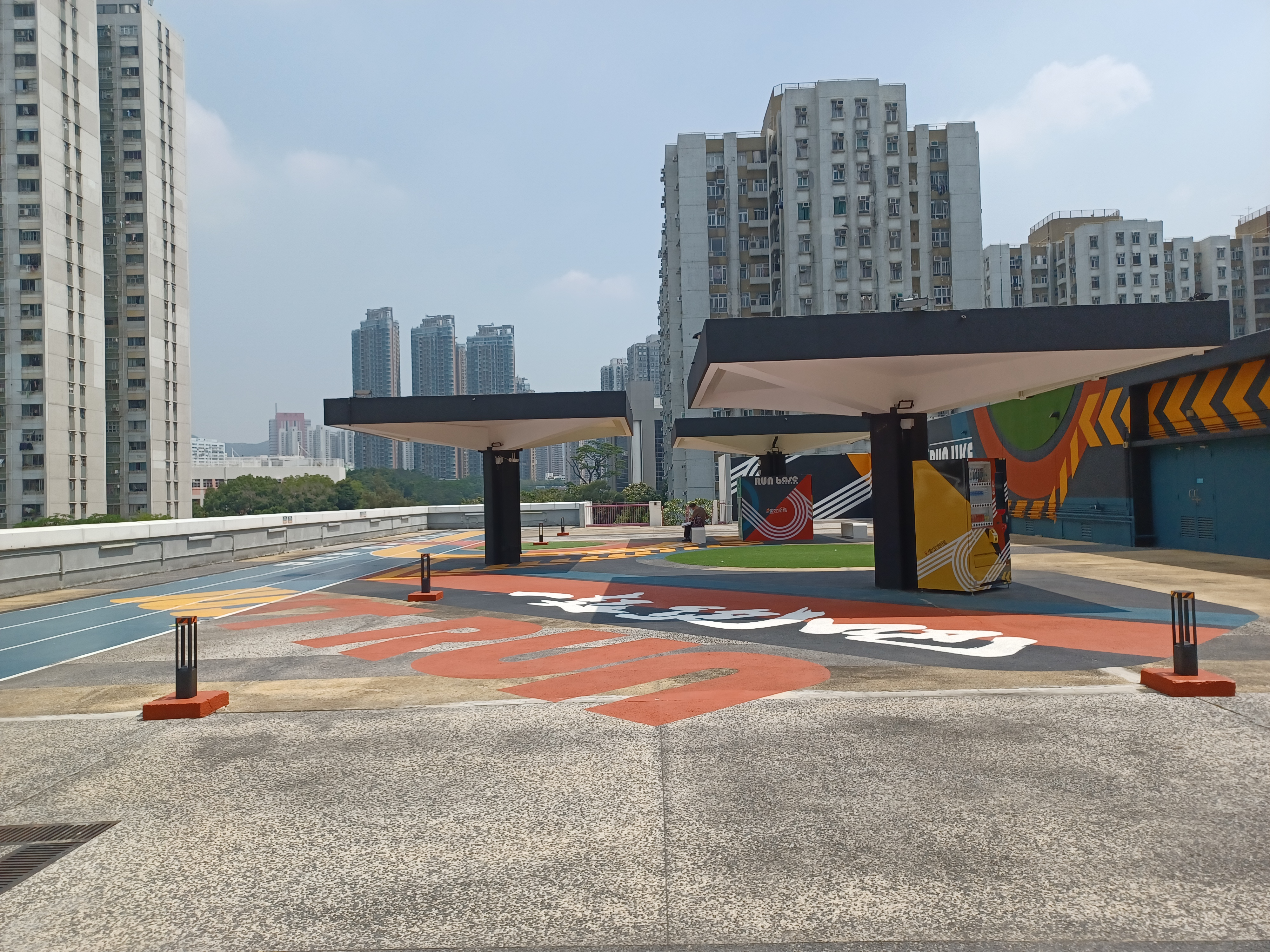
「空中跑步基地」
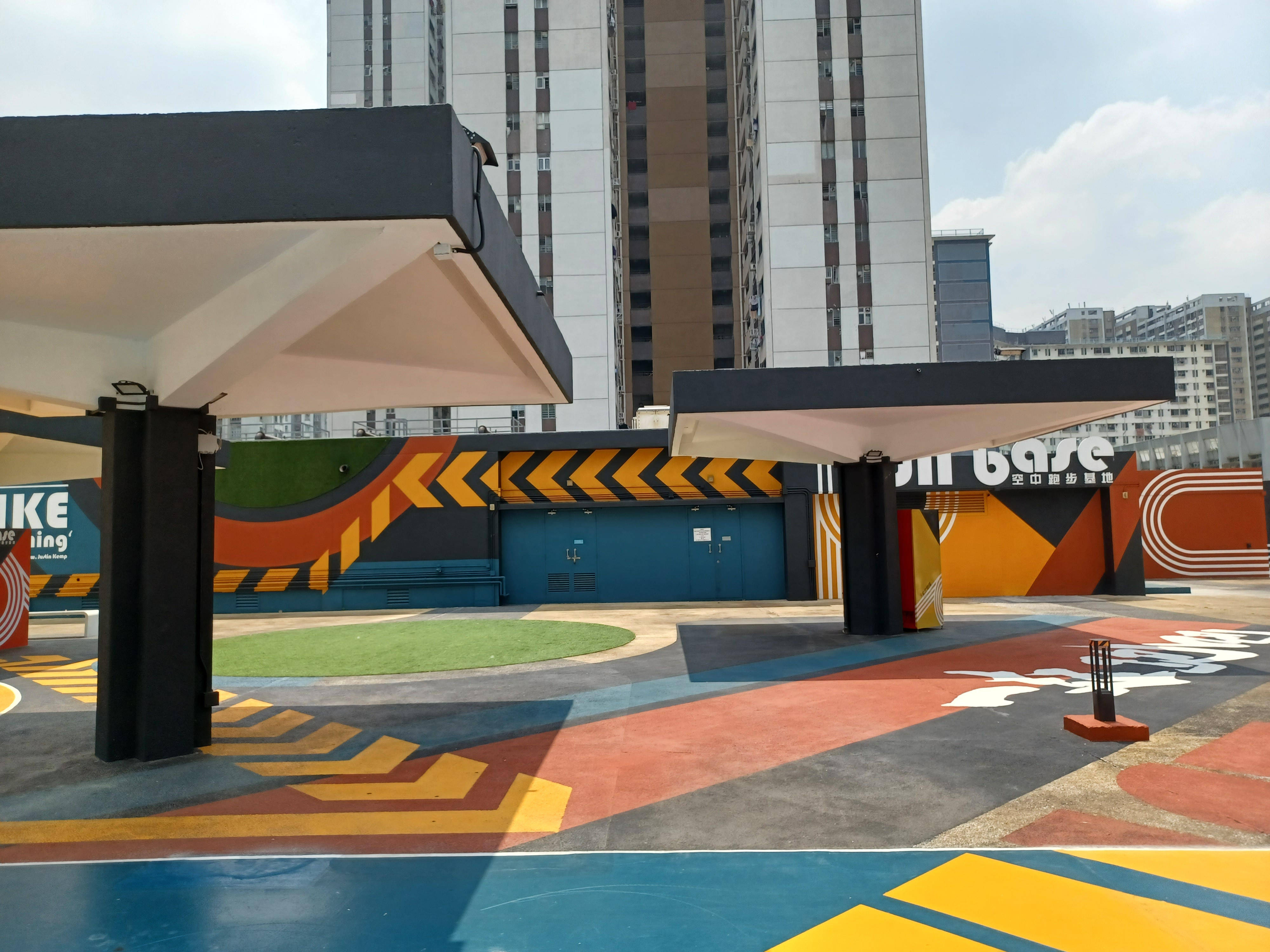
「空中跑步基地」
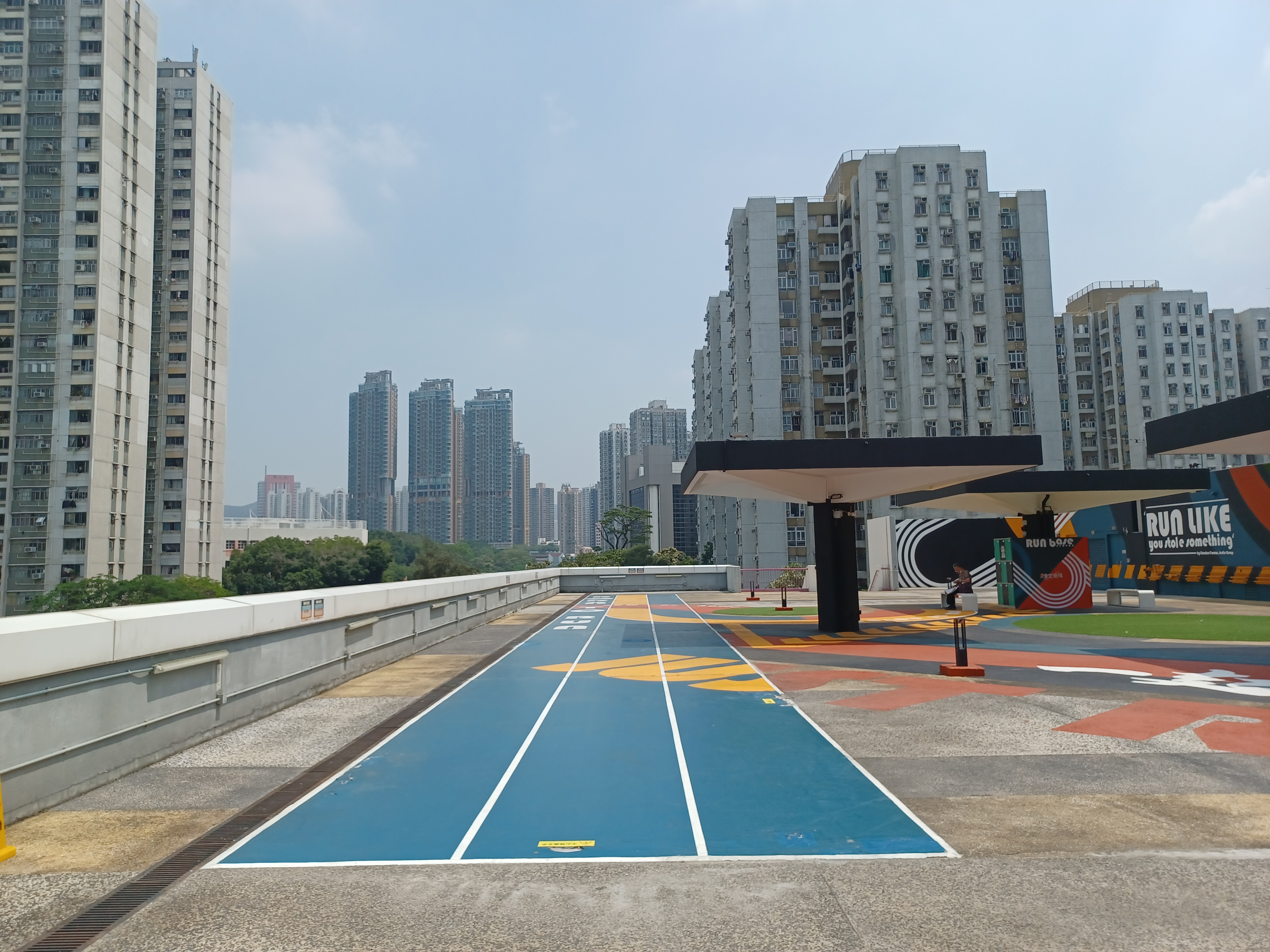
「空中跑步基地」的跑道

### D區

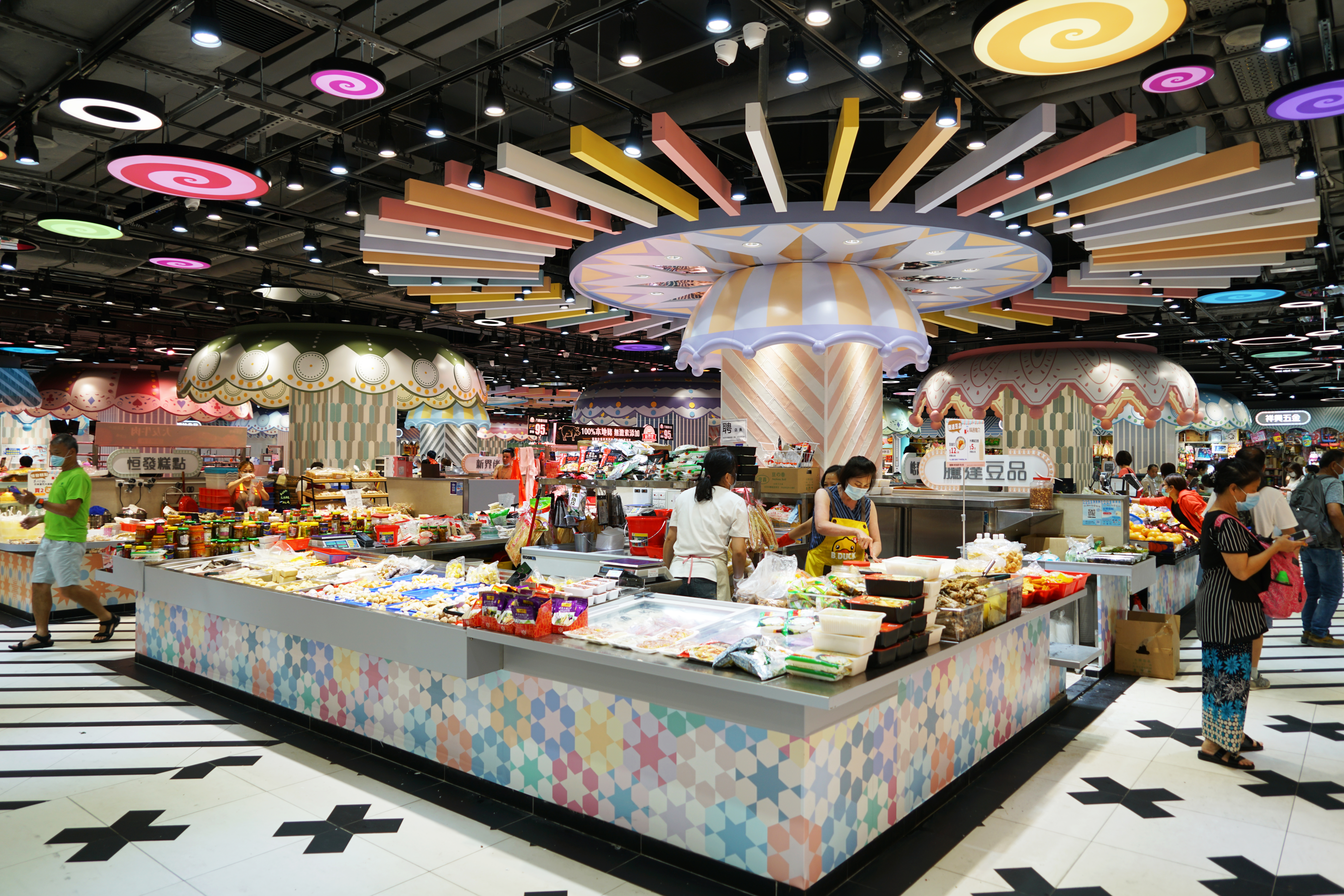
第二次翻新後的友愛街市

設有多層停車場、友愛街市（英語：Yo Mart）及冬菇亭，位於地面層的鮮活街市隨著友愛邨於1980年落成而啟用，街市先後經歷兩次全面翻新，第二次在2020年2月的翻新加入童話世界的主題設計，現由建華集團負責管理營運。

### S區

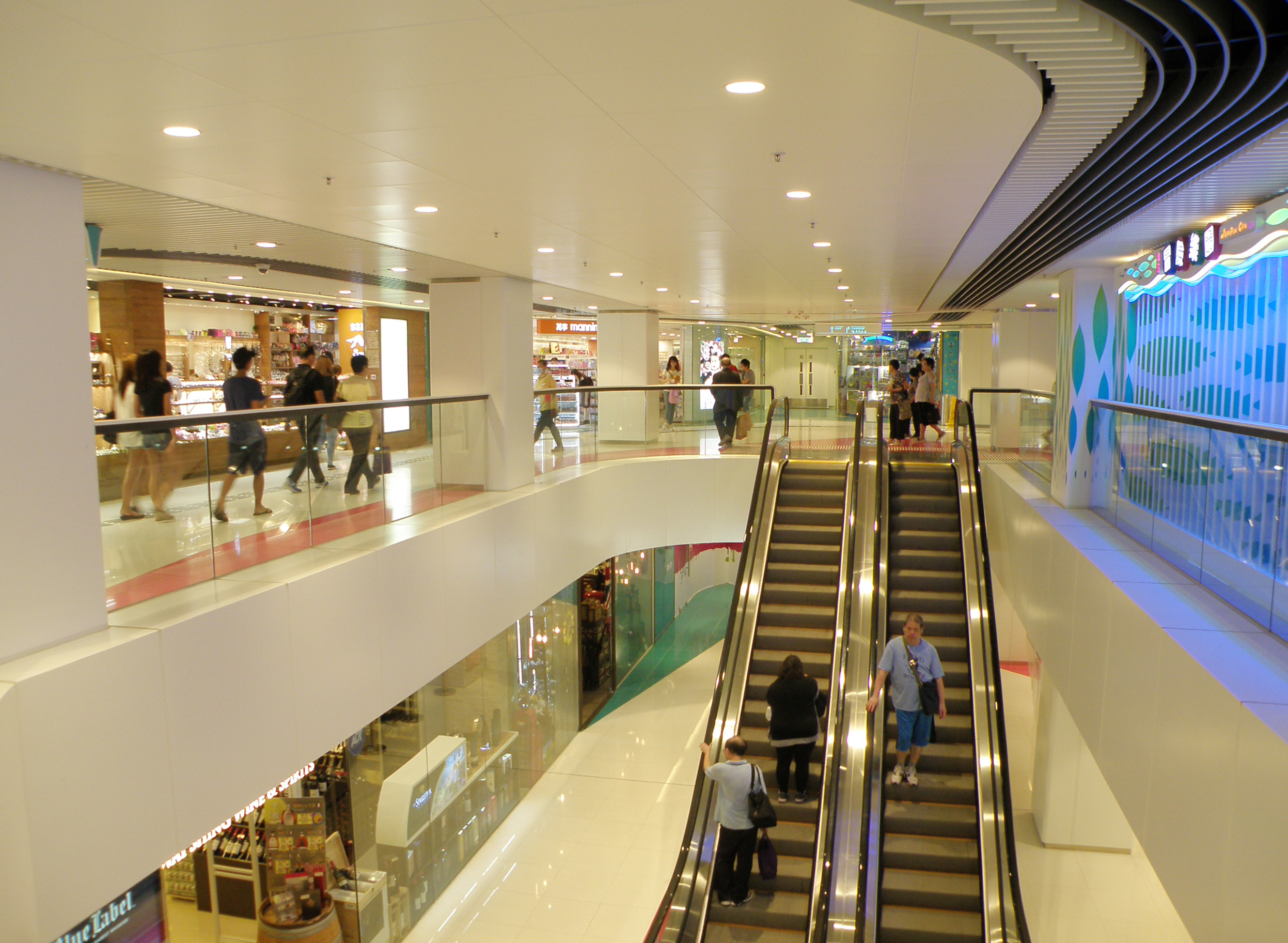
S區中庭

資產提升工程於2015年第二季度相繼落成。此區範圍包括友愛邨酒樓大廈及愛勇樓商鋪，酒樓大廈部分改建為室內商場。酒樓大廈翻新前租戶包括樂怡餅屋、集友銀行、樓高兩層的惠康超級市場、啟明書局、友愛海霸酒家等。現時租戶包括友愛辦館、福記糧食、利東粉麵、唐記包點、大雞大、OK便利店、萬寧、北京同仁堂、木椰冰室、KFC、Pizza Hut、海港燒鵝海鮮酒家、日本城、大快活、SUN Mobile/電訊數碼、美國冒險樂園、24/7 Fitness、銀龍茶餐廳及旗下ONE BAKERY、點壽司、寶達食品超市、東亞大藥房等。商場地下與輕鐵安定站1號月台連接。
已開業40多年的發發快餐屬香港少數舊式快餐店，2024年7月起突然無開門營業，截至2025年8月，店舖一直落閘。

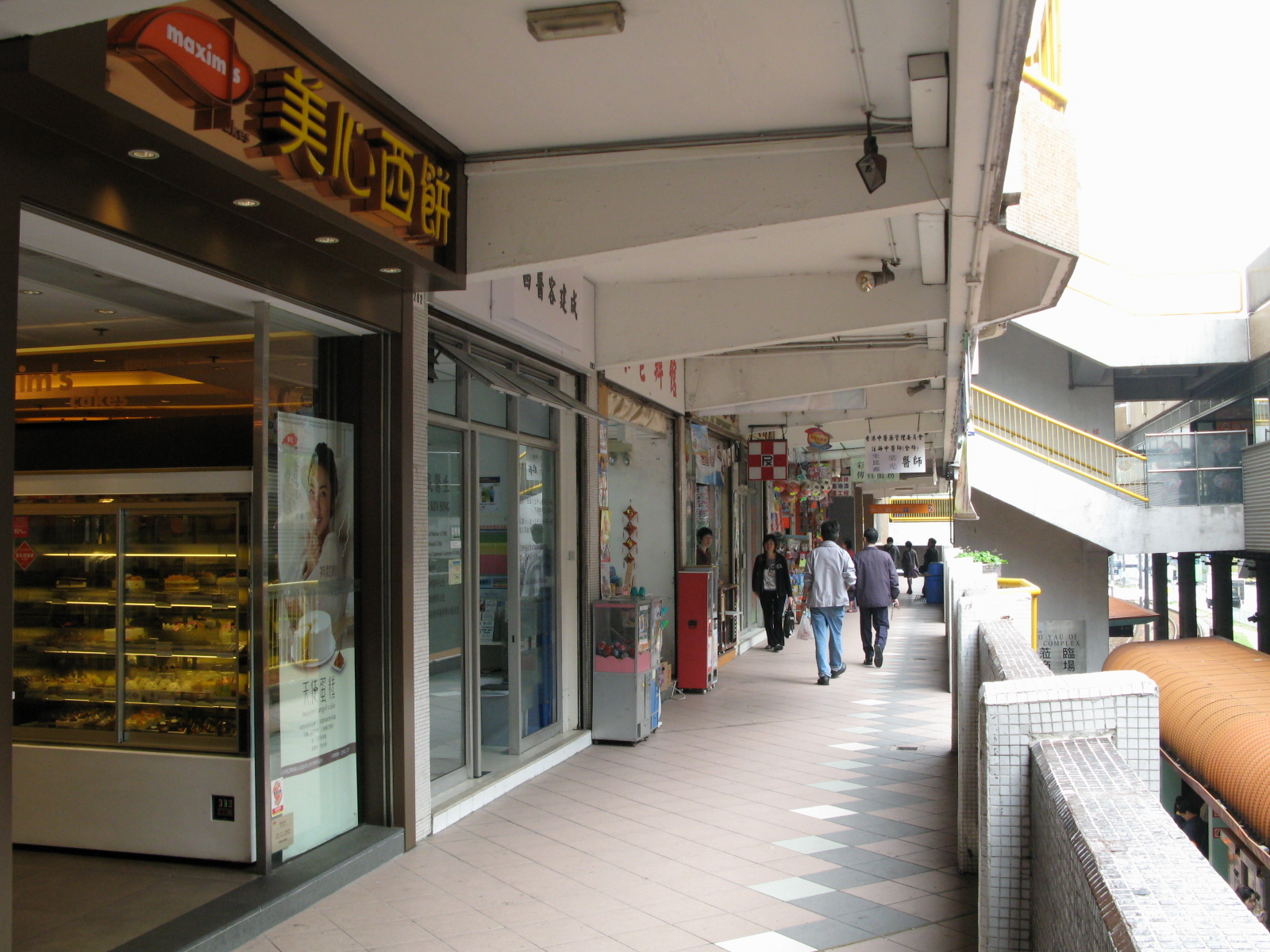
翻新前的2樓愛勇樓商場通道
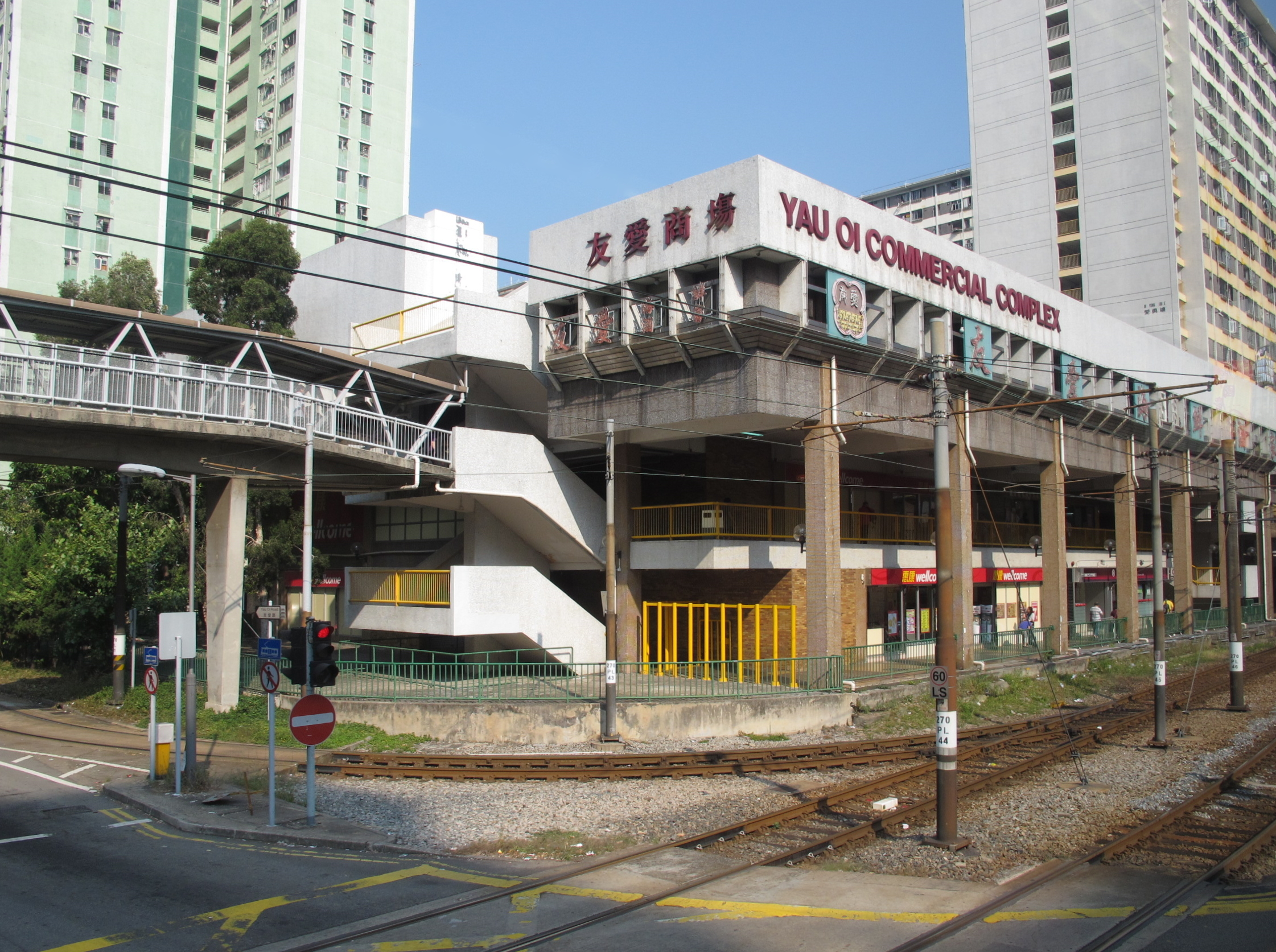
翻新前的友愛邨酒樓大廈外觀
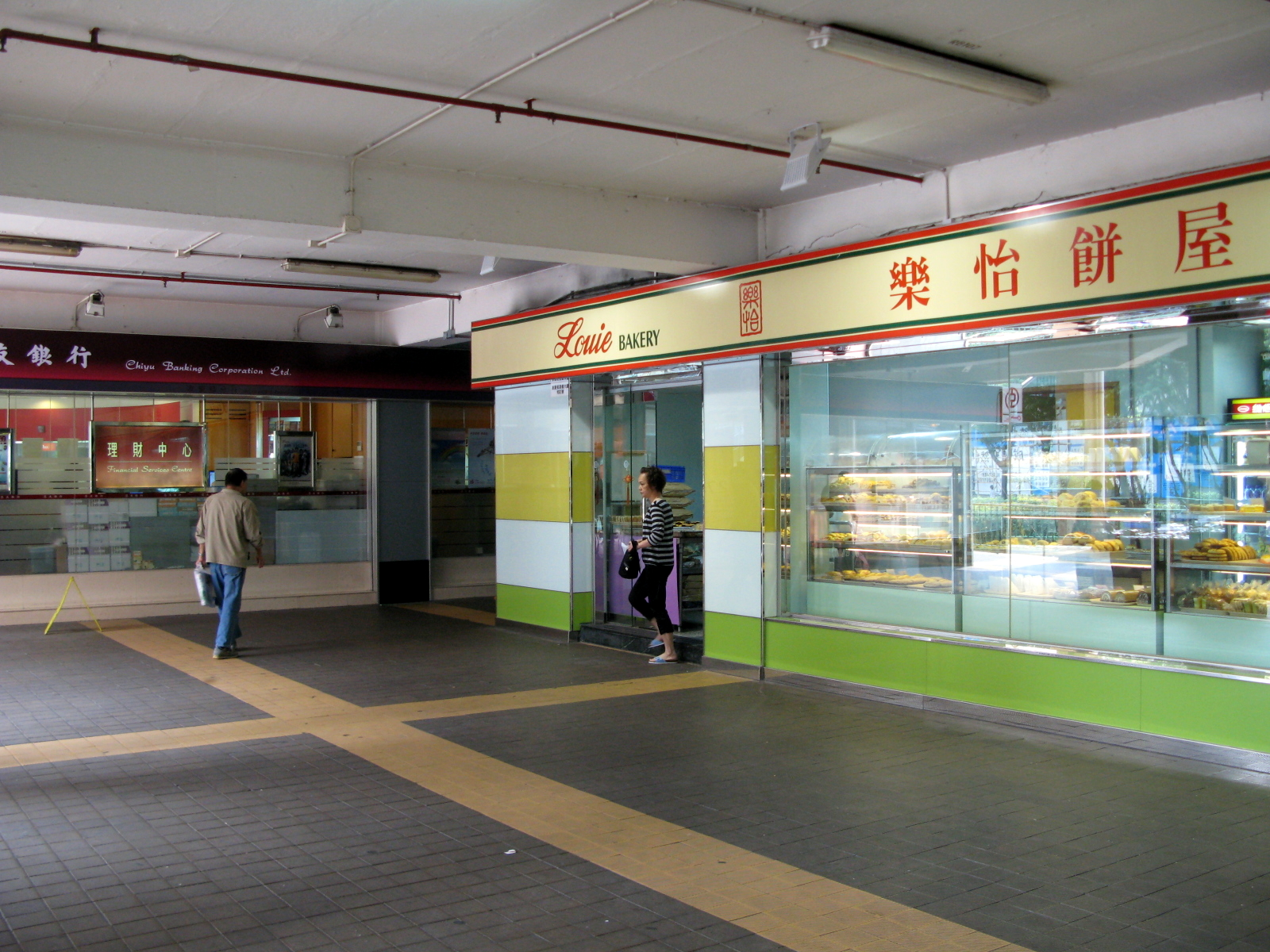
翻新前的友愛邨酒樓大廈1樓通道
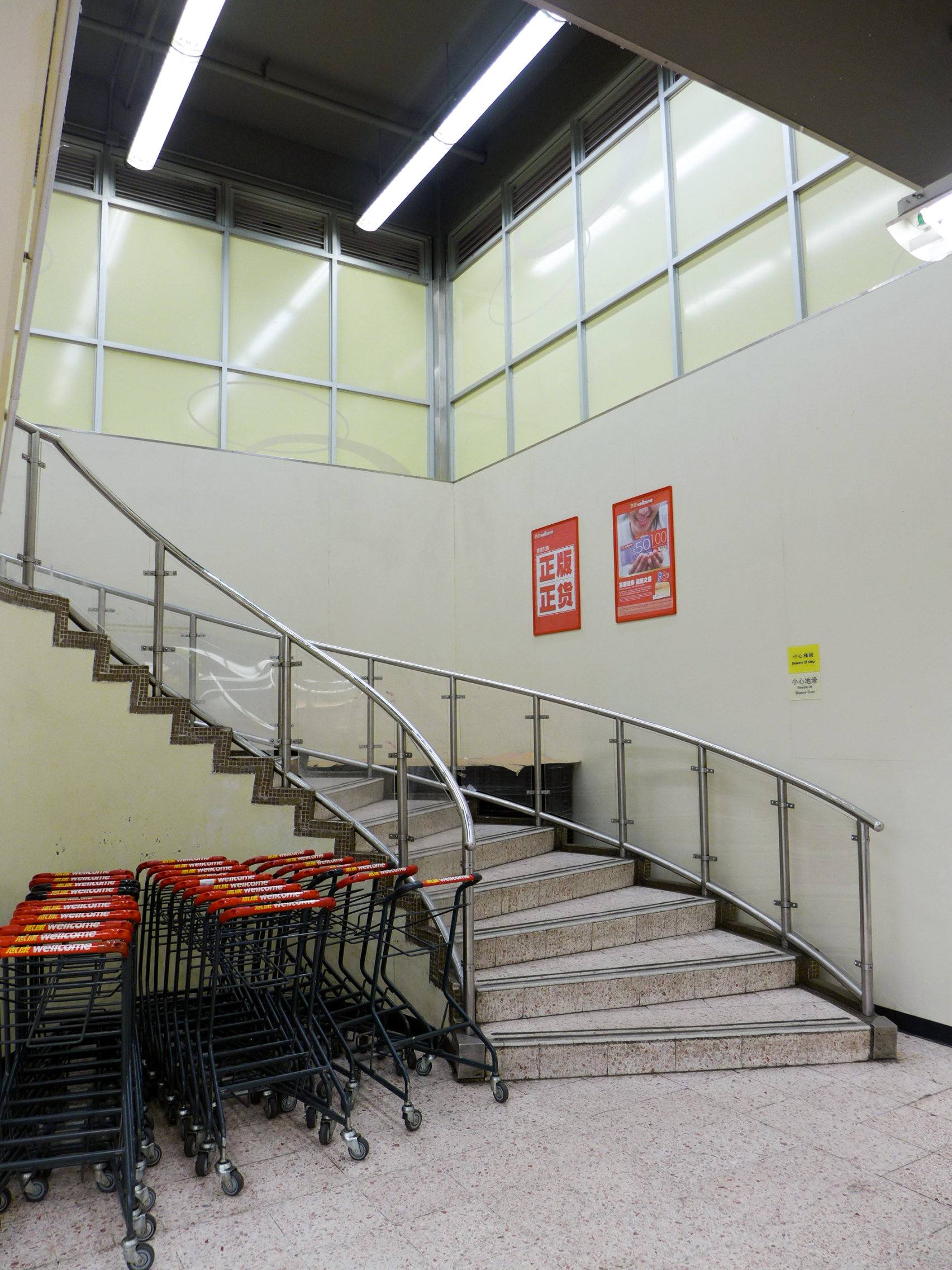
翻新前的惠康超級市場設旋轉樓梯
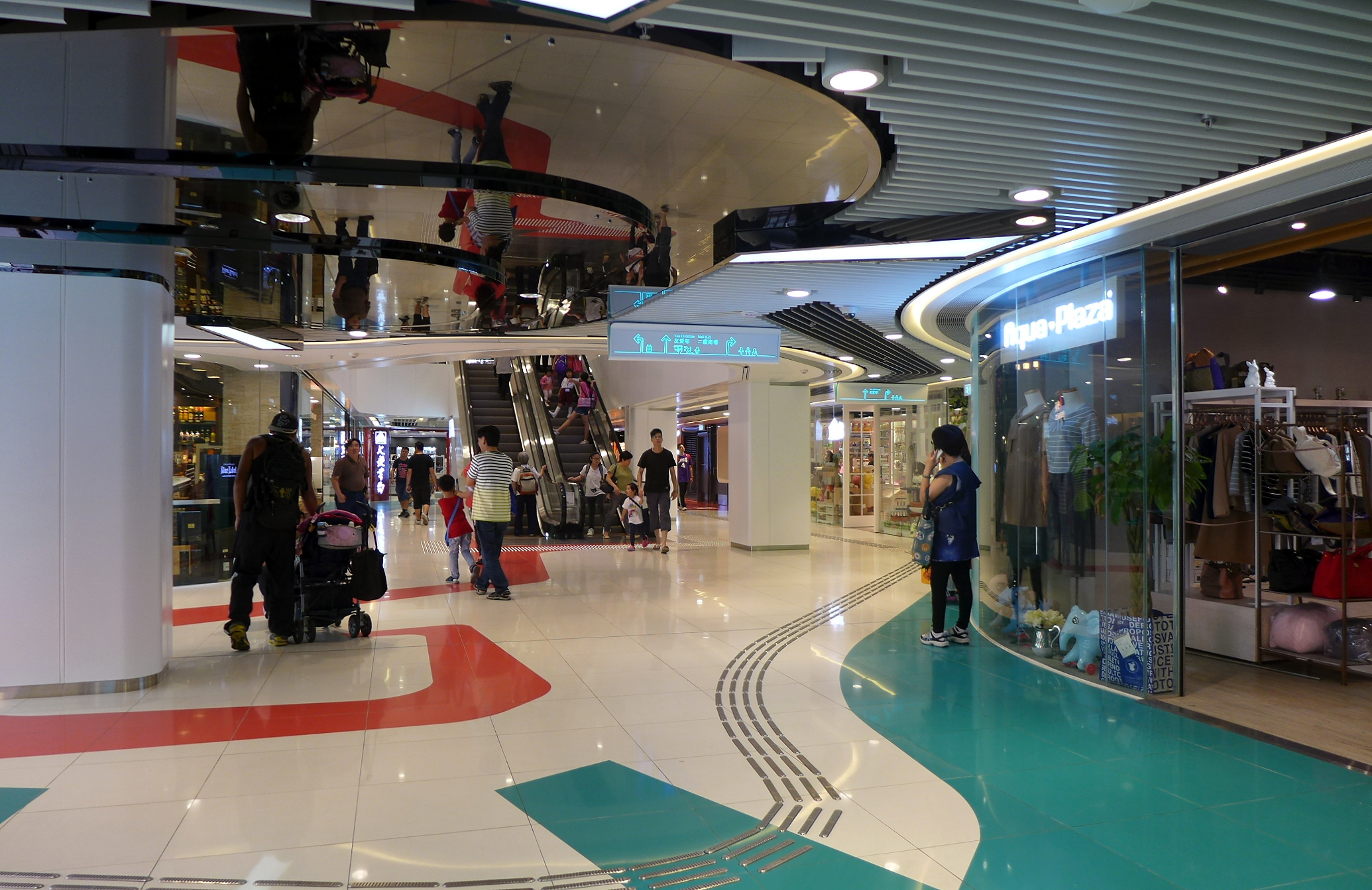
翻新後S區1樓

### 停車場（A區、D區）

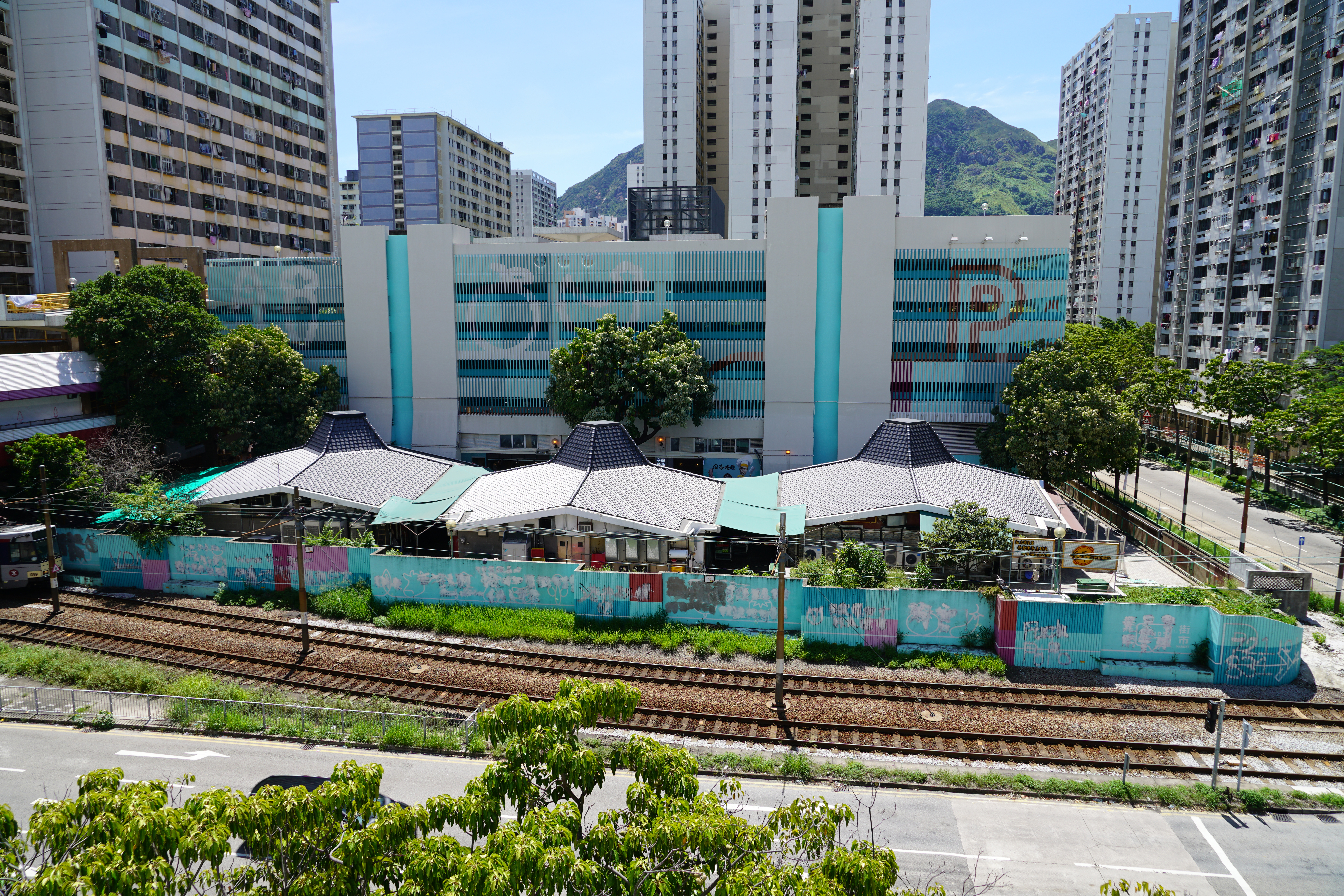
D區停車場及冬菇亭

商場設1,326個車位，為屯門最大停車場。

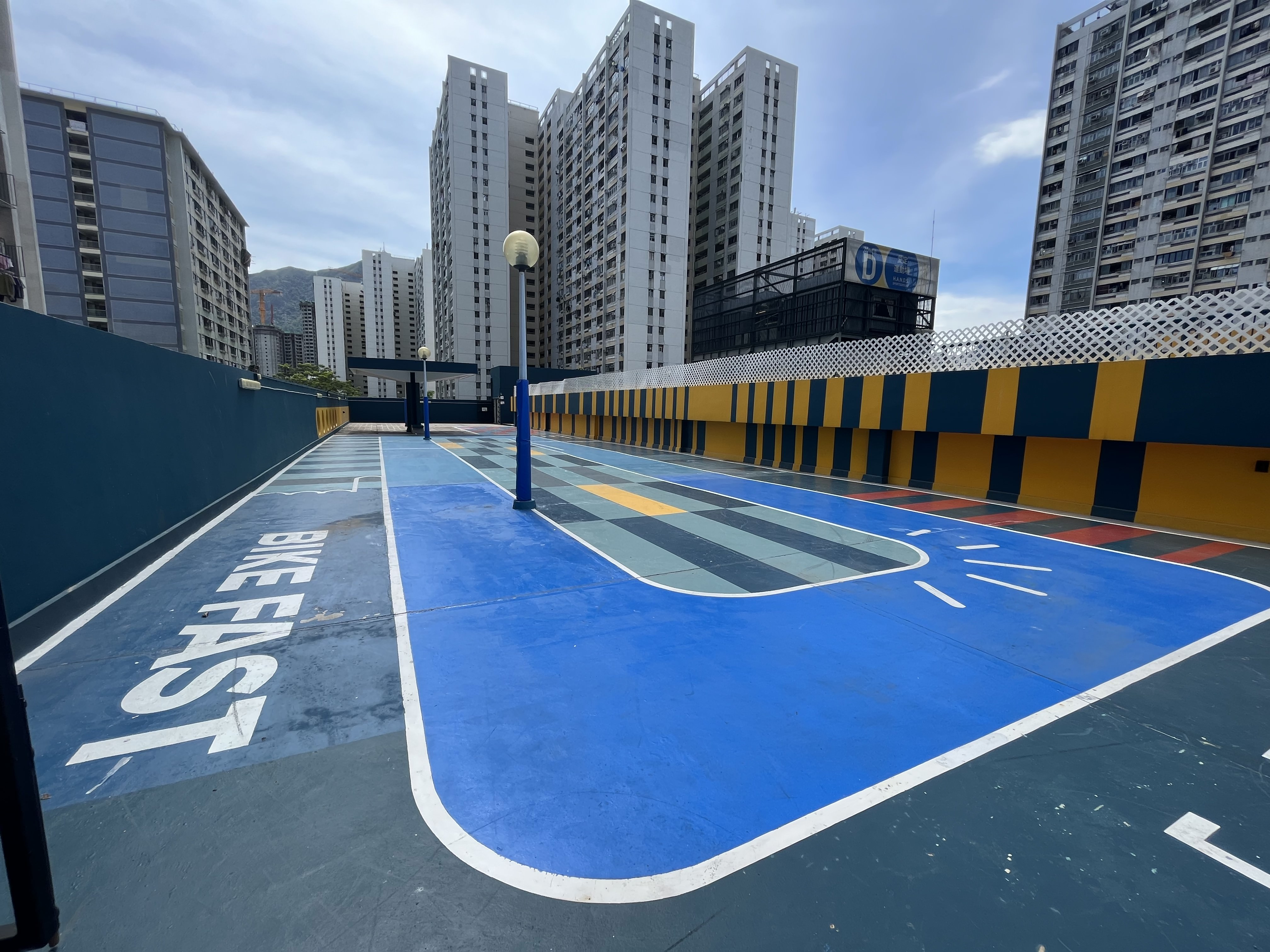
D區停車場天台的空中滑輪運動場

## 2012年資產提升工程
商場在2012年起進行近5億元的「資產提升工程（AEI）」，全部工程於2015年竣工，並於2015年7月19日正式開幕，成爲領展在屯門的旗艦商場，是領展自上市以來最大型的資產提升項目。
商場翻新後共有160多間店鋪，設計採用了白、黃、紅、紫、綠為色調。安定商場與友愛商場「二合為一」後，內部樓面面積逾19萬平方呎，並重新命名為「H.A.N.D.S」，領展亦為商場推出了首個手機應用程式。
- 合併安定商場和友愛商場
- 重新規劃商場佈局
- 於大部分樓層加設空調系統
- 提供一個新的空調鮮活街市，配以新的設計及設施
- 提供一個新的天台花園，配以活動空間及兒童遊樂場
- 提升暢通無阻通道設施
- 優化戶外公共空間
- 以LED照明設備全面取代現有的照明設備[11]

## 外部連結
- 愛定商場－民坊 （页面存档备份，存于）
- 設計資料 （页面存档备份，存于）
- 2015年領展資產優化介紹 （页面存档备份，存于）